# Personaggi di Everwood
Questa voce contiene un elenco dei personaggi presenti nella serie televisiva Everwood.

## Personaggi principali

### Andrew "Andy" Brown
- Interpretato da Treat Williams
- Doppiato da Angelo Maggi

Neurochirurgo di fama nazionale, lavora in un prestigioso ospedale di New York ma quando la moglie Julia muore in un incidente stradale decide di trasferirsi nella cittadina di Everwood in Colorado insieme ai due figli, l'adolescente Ephram e la piccola Delia. Andy acquista una vecchia stazione ferroviaria in disuso e la trasforma in una clinica gratuita.
Fin da quando era uno specializzando si distingueva per il suo immenso talento, Andy ammette che per lui la chirurgia è praticamente istintiva, divenne primario quando era ancora giovane. Il lavoro di Andy è anche il motivo per cui la sua famiglia è sempre stata infelice, pur amando molto la moglie e i figli li ha sempre messi dopo la carriera, per tanti anni è stato un padre e un marito assente, la moglie addirittura lo tradiva con un altro uomo. Andy era molto legato a sua madre, al contrario il rapporto col padre Eugene era più burrascoso dato che era indifferente al figlio e il fatto che fossero entrambi testardi impediva ai due di appianare le loro divergenze, le cose sono peggiorate dalla morte della madre di Andy malata di endocardite, e da allora non si sono più parlati. Purtroppo le dinamiche del rapporto con Ephram non sono diverse da quelle che Andy aveva con il proprio padre.
Il motivo che ha spinto Andy a volersi trasferire a Everwood è dovuto al suo bisogno di avere un rapporto migliore con i figli, abbandona la carriera di chirurgo, impara a riscosprire il proprio lato umano dato che, non potendo più contare su Julia, deve diventare un padre migliore. Andy prende molto a cuore i suoi pazienti, infatti oltre a volerli aiutare sul piano medico, spesso tenta di risolvere anche i loro problemi personali. È un uomo affabile, simpatico, paziente e altruista, tuttavia in una certa misura prende le sue scelte affidandosi anche al proprio ego. Crede in Dio anche se strutturalmente non ha un vero orientamento spirituale. Sul versante professionale molti trovano assurdo che lui abbia voltato le spalle alla sua brillante carriera di neurochirurgo in una metropoli per diventare un medico generico in una città di provincia, in passato Andy aveva brevettato una pinza chirurgica che gli ha permesso di vivere di rendita, questo è il motivo per cui può permettersi di visitare gratuitamente i pazienti della sua clinica e contemporaneamente dare alla sua famiglia un buon tenore di vita. In qualche modo Andy rimane affascinato dalla semplicità di Everwood anche se fatica ad accettare e a volte adattarsi alle regole non scritte di un contesto provinciale (a volte retrogrado) di una realtà così lontana dalla quale ad esempio era abituato vivendo a New York. È un estimatore di Norman Rockwell tanto che ha un suo quadro appeso a una parete.
Esercita sulle donne un fascino di cui lui non sembra consapevole, si innamora (ricambiato) di Nina, la sua vicina di casa, ma ci mette molto tempo prima di capirlo, e intanto intraprende delle relazioni con altre donne quali Gretchen Trott, Linda Abbott e Amanda Hayes. Dato che Andy ha un buon rapporto con Delia, il suo obiettivo di diventare un genitore migliore per gran parte della serie è focalizzato nel tentare di allacciare un legame più saldo col figlio più grande Ephram, che gli porta rancore per tutte le volte che aveva trascurato Julia quando era viva. Nonostante le loro diatribe, col tempo Ephram riconosce la buona volontà di Andy e i due avranno finalmente un rapporto migliore imparando a volersi bene.
Anche se Andy all'inizio voleva rinunciare alla neurochirurgia, opera il giovane Colin Hart, il primo intervento lo salva dal profondo coma dal quale non si risvegliava più, ma il secondo intervento non ha gli esiti sperati e il ragazzo non sopravvive. Andy perde fiducia nelle sue capacità, ma quando salva la vita al suo mentore e amico Donald Douglas operando il suo meningioma, ritrova la propria sicurezza.
Scopre che Ephram ha messo incinta Madison Kellner, decide di nasconderglielo, non volendo che il figlio debba compromettere la sua adolescenza, ma quando Ephram viene a sapere da Madison di aver avuto un figlio da lei e che Andy aveva cercato di tenerlo all'oscuro di tutto, il ragazzo arriva a disprezzarlo, proprio quando il loro rapporto era ormai rinsanato. Ephram dopo un viaggio in Europa durato un'intera estate, torna a Everwood, perdona suo padre ma preferisce vivere in un'altra casa. Andy, dopo aver operato Rose Abbott asportandole un osteosarcoma e salvandola decide di ricominciare a lavorare come chirurgo con più frequenza, capendo che è la sua grande vocazione, infatti pur volendo dedicarsi al suo ambulatorio e alla famiglia, ora vuole bilanciare meglio la carriera e la vita privata, lavorando occasionalmente all'ospedale di Denver. A Andy viene anche offerto un lavoro in un ospedale di Chicago e benché all'inizio fosse tentato di accettare, cambia idea quando i suoi amici a Everwood gli fanno capire quanto lui ormai è ben voluto dalla loro comunità.
Andy capisce di voler stare con Nina che intanto è sentimentalmente legata al dottor Jake Hartman, contemporaneamente si riconcilia con suo padre Eugene che era venuto brevemente a trovarlo a Everwood dopo che entrambi trovano il coraggio di ammettere quanto avessero sofferto per la morte della madre di Andy, abbattendo l'incomunicabilità che per tanto tempo li aveva divisi. Andy inizia ad esplorare meglio il rapporto che aveva con Julia capendo che non aveva mai superato l'umiliazione del tradimento della moglie, e questo è il motivo per cui dopo che lei era morta non riusciva a far entrare l'amore nella sua vita, riesce poi a esorcizzare la sua rabbia ritrovando il proprio equilibrio. Nina si appresta a lasciare Everwood per partire insieme a Jake verso Los Angeles, ma poi torna da Andy quando capisce che lui è il solo uomo che ama per davvero, infine nell'ultimo episodio Andy le chiede di sposarlo e lei accetta con felicità.

### Ephram Brown
- Interpretato da Gregory Smith
- Doppiato da Nanni Baldini

È il figlio adolescente di Andy e Julia, nonché fratello maggiore di Delia. È di fede ebraica come la madre, è un bravissimo pianista, studia in un prestigioso conservatorio nel New Jersey, ma lo abbandona quando suo padre si trasferisce a Everwood con lui e Delia. La morte di Julia è stata un duro colpo per Ephram, lui e la madre erano molto uniti, al contrario è insofferente verso Andy che per tanti anni è stato un genitore egocentrico e poco attento alle esigenze della famiglia.
Ephram all'inizio odia la sua vita a Everwood, in reazione alla morte di Julia è diventato introverso, insicuro ed estremamente emotivo, oltre ad abbandonare il pianoforte, solo in seguito dietro incoraggiamento di Andy ricomincia a studiare musica. Ephram ha sempre avuto un rapporto controverso con la musica, aveva solo tre anni quando la sua famiglia prese coscienza del suo talento con il pianoforte, infatti è evidente che pur amando la musica si è perfezionato non tanto per ambizione personale ma principalmente per essere all'altezza delle grandi aspettative che la propria famiglia nutre nei suoi confronti. Per Ephram la musica è principalmente un espediente per isolarsi dalla gente. Eccelle nella musica classica, ma è pure un buon pianista jazz, oltre a saper suonare bene anche la tastiera elettronica. Il suo pianista preferito è Franz Liszt. Tra le sue passioni ci sono i manga giapponesi, ma gli piacciono anche i fumetti DC Comics. Spesso è sarcastico e pungente, ma ha un buon cuore ed è una persona sensibile e altruista.
Col tempo Ephram impara ad apprezzare maggiormente suo padre, riconoscendo gli sforzi che sta facendo da quando si è trasferito a Everwood per diventare un genitore più apprensivo e presente, all'inizio Ephram proiettava la sua rabbia contro di lui a causa del dolore per la morte di Julia, se infatti spesso litigano è perché sono molto simili essendo entrambi testardi, ma poi si apprende che il vero motivo per cui odiava Andy è perché credeva erroneamente che lui tradisse Julia: scopre però che in realtà era Julia a tradirlo con un altro uomo, tale scoperta permette a lui e Andy di riconciliarsi. Nonostante i loro alterchi, Andy dopo la morte di Julia vede in Ephram il suo principale sostegno emotivo.
Ephram conosce Amy Abbott, sua compagna di scuola, è la prima persona con la quale stringe amicizia, i due iniziano a provare dei forti sentimenti l'uno per l'altra, ma il ragazzo si infatua di Madison Kellner, con lei conosce per la prima volta il vero amore, perde con Madison la sua verginità. Purtroppo stando con lei si pone il problema del rapporto non paritario tra un liceale a una giovane ventenne, infatti Madison ha quattro anni più di lui, anche se Madison prova per nei confronti del ragazzo dei sentimenti sinceri Ephram non sente che lei riesce pienamente a corrisponderlo, e i due si lasciano.
Amy e Ephram si mettono insieme, inoltre il ragazzo riscopre il suo amore per la musica quando conosce Will Cleveland, ex musicista jazz che gli fa da mentore. Ephram mira all'ammissione al conservatorio della Juilliard quindi nel suo ultimo anno di liceo si prepara al meglio per il saggio di ammissione e si esercita con la massima costanza. Tuttavia Madison gli rivela di aver avuto un figlio da lui e di averlo dato in adozione, questa scoperta lo sconvolge, soprattutto quando Andy gli confessa di averlo tenuto all'oscuro della gravidanza per evitargli una scomoda incombenza. Ephram perde il suo amore per la musica e rinuncia alla Juilliard, inoltre lascia Amy dato che anche lei, quando aveva saputo che Madison aveva avuto un figlio da lui, non gli aveva detto nulla. In realtà il vero motivo per cui non vuole più stare con Amy è perché, pur amandola immensamente, visto che sono ancora molto giovani non se la sente di impegnarsi con lei.
Ephram rintraccia suo figlio, ma non trova il coraggio di conoscerlo, decide dunque di diplomarsi ma senza andare alla cerimonia di consegna, infine parte per l'Europa. Ritorna a Everwood finita l'estate, perdona Andy con il quale ora ha un rapporto migliore, ma preferisce andare a vivere in una casa tutta sua con Bright e Reid. Ephram matura molto, anche perché affronta momenti difficili come il tentato suicidio di Reid, che comunque Ephram riesce a salvare facendolo ricoverare in ospedale, oltre alla morte di Will, inoltre nonostante i suoi tentativi di riconciliarsi con Amy lei preferisce rimanere soltanto sua amica non essendo sicura dei suoi sentimenti. Ephram in realtà è tornato dall'Europa solo perché non riusciva a dimenticarla, sentendo che Amy è il suo grande amore. Frequenta l'università statale, ma non si sente stimolato, inizia a guadagnare come insegnante di pianoforte per bambini, tra i suoi allievi figura Kyle, un adolescente di modesta famiglia e molto insicuro che però Ephram gratuitamente prepara a dovere facendolo ammettere alla Juilliard.
Benché a Ephram, per merito dei contatti di suo padre, fosse stata data la possibilità di esibirsi per un saggio di ammissione al prestigioso conservatorio di Yale, vi rinuncia preferendo studiare alla Colorado A&M, adesso ha capito che quello del pianista prodigio è un ruolo che non sente più suo, ciò che desidera è diventare un insegnante di pianoforte e aiutare chi ne ha bisogno. Sentendo ormai di non avere nessuna speranza di riconquistare Amy, decide di frequentare un'altra ragazza, Stephanie, ma proprio quando sembrava sul punto di portare la sua storia con Stephanie a un livello più alto, nel finale della serie torna con Amy quando lei gli rivela di non aver mai smesso di amarlo e che sono fatti l'uno per l'altra.

### Amy Abbott
- Interpretata da Emily VanCamp
- Doppiata da Francesca Manicone

Studentessa liceale, figlia di Harold e Rose Abbott, sorella minore di Bright, è il principale interesse amoroso di Ephram nella serie. È la ragazza più popolare della scuola, è una persona gentile che ama la famiglia, nel tempo libero le piace fare danza classica.
Amy è la prima cosa bella che Ephram ha trovato a Everwood, dato che all'inizio detestava che suo padre lo avesse costretto a trasferirsi lì, la ragazza si innamora subito di lui, ma stringe amicizia con Ephram, approfittando del fatto che il ragazzo ha un debole nei suoi confronti, principalmente per manipolarlo, lei vuole mettere Ephram nella posizione di chiedere a Andy di operare Colin, il fidanzato di Amy che da mesi vegeta in coma. La relazione tra Amy e Colin desta spesso la preoccupazione dei parenti e dei conoscenti della ragazza, dato che Amy è incapace di separarsi da lui essendo completamente devota a Colin, infatti il legame che la unisce a lui non è animato tanto dall'amore quanto dalla paura ossessiva di perderlo. Colin è il suo primo amore, Amy non vuole rinunciare a lui, ma anche quando Andy lo opera e lui si risveglia dal coma, il loro rapporto non riesce a trovare la giusta stabilità, sia per la temporanea amnesia di Colin che per i sentimenti verso Ephram.
Un elemento dominante nel rapporto con Ephram è il bisogno di Amy di manipolarlo e di averlo al suo fianco principalmente nel momento del bisogno, ma essendo fedele a Colin non riesce a farlo entrare nella sua vita. Tuttavia più Colin si allontana da lei e più si sente vicina a Ephram. Colin diventa la sola priorità di Amy, al punto da danneggiare anche il rapporto con i genitori e con il fratello che faticano a gestire il suo carattere troppo livoroso e incostante. Quando Amy si rende conto che le condizioni di salute di Colin peggiorano, chiaro segno che l'operazione subita non lo aveva guarito del tutto, commette l'errore di non dirlo a nessuno, lei vuole vivere nell'illusione che Colin si stia riprendendo, ma ormai anche lui capisce che la sua situazione è critica. Andy lo opera una seconda volta ma Colin non sopravvive, la sua morte devasta Amy.
Al dolore per la morte di Colin si aggiunge quello del rifiuto di Ephram, infatti proprio quando Amy aveva capito di amarlo e desiderando stare con lui, il ragazzo non sentendosi apprezzato abbastanza da Amy che ha sempre manipolato il loro rapporto a proprio vantaggio personale, si innamora di Madison con la quale intraprende una relazione. Amy non sapendo come gestire la sua depressione, diventa rabbiosa e egoista al punto che sta disgregando anche la sua famiglia, il padre e la madre non riescono più a gestirla, prende cattivi voti e salta varie volte le lezioni oltre a non coltivare più ambizioni o interessi personali. Inizia anche a fare uso di antidepressivi, scelta che Harold aveva all'inizio disapprovato. Amy inizia una nuova relazione con Tommy Callahan, un tossico spacciatore, Amy ingenuamente spera di cambiarlo, addirittura va a vivere con la nonna Edna dato che i genitori disapprovano la relazione tra i due. Anche se Amy vive nell'illusione che Tommy sia l'unica persona capace di farla stare bene dopo la morte di Colin, è evidente come in realtà la relazione con Tommy non sia diversa da quella che aveva con Colin dato che, ancora una volta, Amy si sta solo isolando dagli amici e dalla famiglia. Rischia di toccare il fondo quando lei e Tommy, a una festa, oltre a bere fanno uso di GHB, lui rischia di morire per un'overdose ma Amy fa intervenire Harold che lo salva.
Dopo quanto accaduto Amy torna a vivere con i genitori, finalmente si lascia alle spalle il ricordo di Colin, e smette di assumere gli antidepressivi. Amy lascia Tommy, e contemporaneamente anche la relazione tra Ephram e Madison volge al termine, finalmente Amy e Ephram si mettono insieme. Con Ephram lei si sente completa, tanto che con lui perde la propria verginità, sentendo di aver trovato in Ephram l'amore della sua vita. Amy scopre però che Madison, all'insaputa di Ephram, ha avuto un figlio da lui, quando Ephram lo viene a sepere, e scoprendo che Amy quando ne era venuta a conoscenza all'inizio non gli aveva detto nulla, decide di lasciarla. In verità Ephram, pur non essendo arrabbiato con lei, non è sicuro di ricambiare completamente i sentimenti di Amy, dal momento che entrambi sono ancora giovani Ephram non è pronto a considerarla la ragazza con la quale trascorrere tutta la sua vita.
Dopo il diploma Amy inizia a lavorare come cameriera al Sam's il ristorante di Nina, inoltre frequenta la Colorado A&M in modo da non lasciare Everwood e restare insieme a Rose che ha contratto il cancro, benché fosse stata ammessa a università prestigiose quali Harvard e Princeton. Amy e Ephram si amano ancora, lui adesso ha capito che Amy è la sola ragazza che vuole al proprio fianco, ma Amy preferisce all'inizio mettere le distanze da lui, tanto che esce per un po' di tempo con un altro ragazzo, Reid, oltre a concentrare quasi tutte le sue attenzioni nello studio. Tuttavia non riesce più a reprimere i suoi sentimenti per Ephram e, nell'ultimo episodio, quando gli rivela di averlo amato dal primo momento, i due tornano insieme.

### Harold Abbott Jr.
- Interpretato da Tom Amandes
- Doppiato da Saverio Indrio

Figlio di Edna e Harold, porta lo stesso nome del defunto padre, sia lui che la sorella Linda seguendo le orme paterne sono diventati medici. Prima che Andy si trasferisse a Everwood, la sua clinica medica (fondata dalla famiglia Abbott nel 1948) era l'unico ambulatorio della città.
All'inizio Harold vede in Andy un rivale, essendo un medico estremamente più affermato di lui che gli fa concorrenza con un servizio gratuito, spesso lo provoca tentando di litigare con lui, Andy sembra divertito dall'ostilità che Harold prova per lui, ma col tempo diventano ottimi amici. È sposato con Rose e dal loro matrimonio sono nati Bright e Amy. Il suo personaggio funge spesso da sfondo per la sottotrama comica della serie, tuttavia Harold è un uomo serio, deciso e con una moralità incrollabile. Anche se è legato a Everwood, per lui è stato un po' frustrante limitare le sue aspettative di vita nel contesto di una città di provincia, in gioventù era più ambizioso, quando concluse l'internato desiderava diventare un chirurgo, si apprende che in realtà Harold conobbe Andy prima che quest'ultimo si trasferisse a Everwood, Andy è il motivo per cui scelse di rinunciare alla carriera di chirurgo, vedendo quando quest'ultimo fosse preparato e portato per la chirurgia, capendo che non avrebbe mai eguagliato il suo livello, Harold si è accontentato di essere un medico generico.
Lui e suo padre si volevano bene, anche se il loro era un rapporto decisamente formale, come afferma Linda lui e il padre di somigliavano molto, a detta di Edna la principale differenza è che Harold, diversamente dal padre, è meno carismatico. È un uomo un po' burbero e scontroso, ma è anche sensibile e sempre disponibile nell'aiutare gli altri, la sua migliore qualità è la capacità di amare la famiglia senza riserve. La sua passione è la musica, da ragazzo suonava il basso tuba, colleziona anche CD delle colonne sonore dei film, uno dei suoi compositori preferiti è Johann Sebastian Bach, Harold desiderava diventare un musicista ma, pur facendosi vanto di avere un buon orecchio musicale, gli è sempre mancato il talento.
Nella seconda stagione il rapporto con i figli si evolve, Harold è costretto a constatare di aver usato un approccio superficiale con entrambi senza rendersene conto, ad esempio con Bright, avendolo sempre incoraggiato solo nello sport, ma quando il figlio viene allontanato dalla squadra di football del liceo, Harold inizia a sostenerlo maggiormente nello studio, inoltre diventa con lui più severo e esigente. Quando Amy, in reazione al dolore per la morte di Colin, inizia ad adottare una condotta irresponsabile e irrispettosa verso i genitori, Harold all'inizio tenta inutilmente un approccio indulgente e comprensivo, ma le cose peggiorano quando frequenta Tommy, un ragazzo che ha dei precedenti con la legge. Harold disapprova la loro relazione, tanto che Amy per sfidare i suoi genitori va a vivere da Edna, e in questa occasione Harold mostra fermezza con la figlia, non volendo scendere a compromessi con lei. Harold e Amy si riconciliano solo quando lei lascia Tommy, il quale stava per morire a causa di un'overdose, proprio Harold lo salva, infine la figlia torna a vivere con i genitori.
Linda decide di lavorare con Harold nella clinica di famiglia, ma quando si sparge la voce che Linda aveva contratto l'AIDS in Congo i pazienti minacciano di fare causa all'ambulatorio, l'unica cosa che può placarli sarebbero le dimissione di Linda. Harold non intende voltare le spalle alla sorella, non ha paura di ricorrere a vie legali, ma Linda, pur di non arrecare altri problemi, lascia Everwood. Questo però non impedisce la rovina dell'ambulatorio, infatti la compagnia assicurativa, in reazione alle minacce legali che la clinica rischiava di affrontare, scioglie il contratto con Harold, che in seguito chiude l'ambulatorio dal momento che non è riuscito a stipulare un'altra polizza con nessun'altra agenzia.
Inaspettatamente Andy viene in suo aiuto e gli offre di lavorare con lui nella sua clinica come soci paritari, Harold accetta, inoltre affitta il suo vecchio ambulatorio al dottor Jake Hartman, che lo trasforma nel proprio studio medico. Harold e Rose decidono di avere un altro figlio, ma la donna si ammala di tumore. Andy la opera, e inoltre la donna guarisce con la chemioterapia, ma l'agenzia di adozioni non vuole affidare a lei e Harold un bambino a causa del cancro di Rose, temendo che possa ripresentarsi. Harold prende come paziente Kathy, una donna vedova che soffre di schizofrenia da poco ha avuto una figlia, la piccola Lily, ma non avendo più la forza di crescerla, abbandona Everwood, lasciando Lily alle cura di Harold e Rose, che affezionandosi velocemente alla bambina, nell'ultimo episodio decidono di adottarla.

### Nina Feeney
- Interpretata da Stephanie Niznik
- Doppiata da Alessandra Cassioli

Vicina di casa della famiglia Brown, infatti quando Andy e i figli si trasferiscono a Everwood comprano la casa accanto a quella di Nina. È sposata con Carl dal quale ha avuto un figlio, il piccolo Sam. Quando Andy conosce Nina lei è in stato di gravidanza, si apprende solo in seguito che il figlio non è suo, avendo semplicemente fatto da madre surrogata per un'amica di sua cugina per guadagnare un po' di soldi, proprio Andy aiuta Nina a partorire.
Anche se Nina ama suo marito, fin dall'inizio emerge l'attrazione tra lei e Andy, che comunque diventano subito ottimi amici, tra l'altro anche se quella di Nina sembra una vita felice, lei in realtà si sente sola, Carl è quasi sempre fuori città per lavoro, e anche se Nina ama molto il figlio, essendo Sam un bambino iperattivo stargli dietro non è facile. Nina lavora come cameriera al "Mama Joy's" il diner che spesso Andy e Harold frequentano, lei e Delia si affezionano molto l'una all'altra, Andy ammette che Nina è stata determinante nella sua vita quando si è trasferito a Everwood, senza lei a sostenerlo non sarebbe riuscito a trovare una stabilità. Con la morte di Julia, è proprio Nina che a livello putativo diventa una figura femminile di riferimento per Andy che all'inizio, vista la sua inesperienza come genitore, si affida a Nina e ai suoi consigli per adempiere bene al suo ruolo di padre, anche perché Nina è una donna saggia, affettuosa e comprensiva.
Proprio quando Carl aveva deciso di licenziarsi e di tornare a vivere con la moglie e il figlio a tempo pieno, ora che Nina sembra sul punto di ricostruire un matrimonio felice, scopre che Carl la tradiva con un altro uomo. Nina lascia suo marito, amareggiata per aver scoperto che i suoi anni di matrimonio erano fondati sulle bugie, sentendosi umiliata ci impiega molto tempo prima di rendere di dominio pubblico la sua separazione e l'omosessualità del marito. La fine del suo matrimonio esalta principalmente le insicurezze di Nina, tanto che esita a chiedere l'istanza di divorzio, effettivamente è Carl a chiedere il divorzio alla moglie portandola in tribunale, desidera portare con sé Sam a Denver reclamando la custodia del figlio. Nina eventualmente sarebbe disposta a trasferirsi anche lei a Denver per stare accanto al figlio qualora perdesse la cuasa, in questo momento così difficile Andy è stato per lei un sostegno, comunque il giudice depone a favore di Nina che ottiene la custodia di Sam evitando di trasferirsi via da Everwood.
A partire dalla terza stagione Nina ospita a casa sua Hannah Rogers, ragazza adolescente e figlia di una sua cara amica. Nina inizia a prendere coscienza dell'amore che prova per Andy, contemporaneamente conosce Jake Hartman, medico che si è trasferito da poco a Everwood, il quale affascinato da lei inizia a farle la corte. Tuttavia Nina, pur trovandolo simpatico, desidera stare solo con Andy, ma poi capisce che quest'ultimo vede in lei solo un'amica. Nina inizia a rivalutare i suoi sentimenti per Jake, imparando a conoscerlo meglio finisce per innamorarsi di lui, e i due diventano una coppia, Jake instaura un bel rapporto con Sam, tanto che Nina lo invita a venire a vivere con loro. Andy capisce di amare Nina, e le dichiara ciò che prova per lei, adesso Nina è combattuta tra i sentimenti per Andy e quelli per Jake, ma essendosi innamorata di quest'ultimo, è lui l'uomo che sceglie, una parte di lei non riesce a perdonare Andy per aver impiegato troppo tempo prima di volerle dare una possibilità. 
Il proprietario del Mama Joy's vende l'attività dato che i costi di gestione superano gli introiti, quindi Jake aiuta Nina a ristrutturare il locale e a comprarlo, ora lei gestisce il piccolo ristorante ribattezzandolo Sam's. L'amore tra Nina e Jake diventa sempre più forte, tanto che anche quando quest'ultimo si fa ricoverare per via della sua dipendenza da pillole, Nina continua a stargli vicino aiutandolo a disintossicarsi. Al fianco di Jake lei ritrova il desiderio di ricostruirsi una famiglia, infatti Nina vuole un altro figlio, ma purtroppo i due iniziano ad allontanarsi: sia perché Jake è assorbito dal lavoro che per la sua riluttanza ad avere un bambino con Nina.
Scopre poi che Andy vuole chiederle di sposarlo, ha persino comprato un anello di fidanzamento che non ha avuto il coraggio di mostrarle. Andy non desidera intralciare il rapporto tra Nina e Jake, infatti ciò che vuole è che sia Nina a dargli una possibilità, lei però pur amando Andy, decide di trasferirsi con Sam a Los Angeles per seguire Jake, non ha il coraggio di lasciarlo visto l'impegno che ha messo nella loro relazione oltre al fatto che Sam si è ormai affezionato a Jake. Tuttavia, proprio quando Nina e il figlio stanno per partire, Jake la lascia, sa che Nina lo ama per davvero, ma i suoi sentimenti per Andy sono più forti e Jake non può stare con lei sapendo che Nina non potrebbe mai donargli tutto il suo cuore. Nel finale della serie, ora che Nina e Andy sono senza ostacoli, possono stare insieme e lei accetta con felicità la sua proposta di matrimonio.

### Bright Abbott
- Interpretato da Chris Pratt
- Doppiato da Corrado Conforti

È il figlio più grande di Rose e Harold, nonché fratello maggiore di Amy, è di un anno più grande di lei. Bright è molto diverso dalla sorella e dai genitori, infatti è una persona superficiale, anche se in fondo è un bravo ragazzo. All'inizio quando Ephram si trasferisce a Everwood, Bright lo prende in antipatia, ma poi diventano buoni amici.
È un ragazzo affascinante, popolare tra le ragazze del liceo, gioca sia nella squadra di football che in quella di basket. Figurativamente parlando, il suo personaggio rappresenta l'esatto opposto di quello di Ephram, il quale spesso fatica a comprendere le persone a causa del suo egocentrismo oltre al fatto che la sua tempra introversa ed emotiva non sempre gli permette di relazionarsi bene con le ragazze, mentre Bright al contrario è una persona espansiva e (sorprendentemente) riesce a decifrare bene gli schemi comportamentali delle persone, tra l'altro è molto disinvolto con le ragazze, preferisce specialmente uscire con quelle più grandi. Secondo Ephram è proprio la sua mancanza di profondità e il fatto che lui è una persona vuota che porta le ragazze a essere attratte da Bright. Si vanta di avere relazioni che non durano nemmeno un mese, per lui è il modo migliore per evitare eventuali problemi quando le sue avventure amorose giungono al termine.
Colin è il suo migliore amico fin da quando erano bambini, anche per questo motivo è ostile con Ephram quando egli inizia a provare dei sentimenti per Amy, dato che sua sorella è la fidanzata di Colin. Quest'ultimo è da mesi in coma come conseguenza dell'incidente stradale in cui è stato coinvolto, mentre lui e Bright erano insieme nel pick-up del padre di Colin. Per molto tempo Bright ha mentito a tutti dichiarando che era Colin alla guida dell'auto, ma in realtà al volante c'era Bright, era ubriaco dato che Colin gli aveva fatto bere del whisky. Solo quando Andy opera Colin, finalmente, Bright trova il coraggio di confessare la verità ai genitori di Colin. Conclusa l'operazione finalmente Colin si risveglia dal coma, Bright spera che le cose tra loro due tornino alla normalità, ma viene disilluso dall'atteggiamento di Colin, notando che dopo l'operazione è diventato introverso e aggressivo, se infatti Amy continua a illudersi che Colin stia risalendo la china, al contrario Bright capisce che lui non sta dando veri segni di miglioramento.
Colin necessita di un'altra operazione, ma questa volta non sopravvive, Bright oltre al dolore per la morte dell'amico, deve rinunciare alle sue ambizioni sportive dato che viene mandato via dalla squadra di football a causa dei suoi cattivi voti. Dopo la morte di Colin si lega a Ephram che diventa praticamente il suo migliore amico, Bright decide di studiare con la massima serietà, e infatti inizia a prendere ottimi voti. Purtroppo, nell'edificio scolastico, fa a pugni con Tommy Callahan, questo danneggia il suo curriculum tanto che nessuna buona università decide di accettare la sua domanda di ammissione. Questo per Bright è un duro colpo, tanto che dopo il diploma decide di non proseguire gli studi.
Bright affronta un momento di smarrimento, l'umiliazione di non essere stato ammesso in una prestigiosa università lo spinge a cercare consolazione nel divertimento, pur di apparire responsabile agli occhi dei genitori decide di rimanere a vivere con loro pagando però l'affitto. Bright paga a caro prezzo la propria esuberanza ormonale quando, come conseguenza per aver sedotto le sue colleghe di lavoro, viene licenziato prima da un ristorante e poi dall'ufficio del cancelliere, ormai sta diventando evidente che Bright è sempre più arrogante e che frequenta ragazze sempre diverse non tanto per divertimento quanto per la sua incapacità di avere delle relazioni mature. Bright, facendo un bilancio della propria vita, capisce di non essersi mai legato a una ragazza, ma trova finalmente l'amore con Hannah, la migliore amica di Amy, la quale diventa la sua fidanzata, la sua prima relazione seria.
Trova una casa dove si trasferisce insieme a Ephram e Reid come coinquilini, inoltre si iscrive all'università statale. In apparenza la relazione tra Bright e Hannah prosegue senza ostacoli, ma il loro rapporto è disapprovato da Amy, così come dagli amici di Bright, dato che è evidente agli occhi di tutti che è un rapporto senza prospettive: infatti il principale problema è che Hannah e Bright non hanno mai fatto l'amore dato che lei vuole aspettare il matrimonio. Bright, essendo troppo innamorato di lei, non trova il coraggio di lasciarla anche se la loro relazione è essenzialmente incompleta. Purtroppo Bright, in un momento di sconforto, la tradisce facendo sesso con un'altra ragazza, Ada, se ne pente all'istante e anche se all'inizio voleva nascondere ad Hannah il tradimento, alla fine le confessa tutto.
Hannah, non avendo la forza di perdonarlo, lo lascia. A niente è valso il tentativo di Bright di riconquistarla, ma dopo un breve momento di depressione, quando scopre che Hannah lascerà Everwood per trasferirsi all'Università di Notre Dame, decide di lasciarla andare via serenamente. Bright, nonostante la sua certezza che sarebbe riuscito a riconquistare Hannah, decide di rinunciare a lei, i due si separano con affetto, Bright comprende che la cosa migliore è quella di essere per Hannah un buon amico.

### Rose Abbott
- Interpretata da Merrilyn Gann
- Doppiata da Alessandra Korompay

È la madre di Amy e Bright, nonché moglie di Harold, è il sindaco di Everwood. Cresciuta dai suoi genitori Herbert e Carol, conosce Harold fin dai tempi dell'adolescenza, da come si evince più volte dai loro racconti, Rose era una ragazza bella e corteggiata, ma Harold è sempre stato il suo grande amore, anche se fondamentalmente lui non veniva reputato alla sua altezza.
Harold è riuscito a conquistarla dopo un lungo corteggiamento, ha persino rinunciato all'università di Princeton per starle accanto. Dopo molti anni di matrimonio sono ancora profondamente innamorati l'una dell'altro, Rose infatti ama e pretende romanticismo nella sfera coniugale, ha ammesso che è stata l'indole passionale di Harold a farla innamorare di lui. In contrasto con il fatto che la madre Carol è una donna pretenziosa e ipocrita, Rose è invece una persona affettuosa e sincera, nonché una madre dolce e premurosa. Contrariamente a Harold lei nel suo ruolo di genitore con i figli usa un approccio più maturo e razionale. 
Benché sia una madre sensibile, empatica e aperta al compromesso, ciò che non tollera dai figli è la disonestà e l'irriverenza, per molto tempo Harold ha sempre preteso che la propria autorità fosse imprescindibile nell'educazione dei figli, anche sovrastando quella della moglie, ma il loro rapporto si evolve quando Amy (affranta per la morte di Colin) stava minacciando la stabilità della famiglia vista la sua incapacità di dominare la collera, in aggiunta la ragazza frequenta Tommy, un delinquente con problemi di droga. Harold infatti accetta di avere con Rose un rapporto più equo e lei manda a vivere Amy dalla suocera imponendole di lasciare Tommy e di essere più riguardosa verso i genitori, e infatti Amy torna a vivere con loro solo dopo aver chiuso con Tommy e ricominciando a mostrare affetto verso i suoi genitori. Nonostante all'inizio avesse trovato a Bright un lavoro nell'ufficio del cancelliere, proprio Rose lo fa licenziare quando lui manca di rispetto a una sua collega di lavoro dopo aver avuto con lei una breve storia. Questi episodi mettono ben in evidenza che Rose, pur essendo una madre comprensiva, quando lo ritiene necessario non esita a essere severa con i figli mostrando un atteggiamento irreprensibile quando lo reputa opportuno.
Rose e Harold, anche se non più in giovane età, desiderano avere un altro figlio, ma Rose scopre di avere un osteosarcoma che preme sulla sua spina dorsale, Andy la opera e rimuove gran parte della massa tumorale, e in seguito Rose guarisce con la chemioterapia. Tuttavia, mentre era occupata a sottoporsi alle cure, il suo vicesindaco, Patty Payton, si candida come primo cittadino, soffiando a Rose la poltrona di sindaco, infatti ha perso le elezioni in virtù del fatto che i suoi concittadini, timorati che il cancro possa ripresentarsi, non la ritengono più idonea per questa responsabilità.
Trova lavoro come curatrice di un museo, lei e Harold provano ad adottare un bambino, ma proprio quando erano vicini all'obiettivo, l'agenzia di adozioni, venuti a sapere del cancro di Rose, respingono la domanda di adozione, anche se lei è guarita non è completamente esente dal rischio di ammalarsi nuovamente, Harold aveva persino provato a omettere il cancro della moglie quando aveva compilato il modulo di adozione, ma non è servito a nulla. In ogni caso il desiderio di Rose e Harold di avere un altro figlio si avvera quando Kathy, la paziente di Harold, abbandona Everwood a causa della propria schizofrenia, e lascia la sua bambina Lily alle cura dei coniugi Abbott, fin da subito Rose impara ad amare la piccola, lei e Harold nel finale della serie decidono di adottare Lily.

### Edna Harper
- Interpretata da Debra Mooney
- Doppiata da Sonia Scotti

È l'infermiera che lavora con Andy nell'ambulatorio da lui aperto quando si trasferisce a Everwood. Lei e suo marito sono stati sposati per 40 anni, dal loro matrimonio sono nati Harold e Linda, successivamente dopo la morte del marito si è risposata con Irv. Vuole molto bene ai suoi nipoti, Bright e Amy, in particolare a quest'ultima, non a caso Amy vede spesso in sua nonna una confidente.
Prima che Andy si stabilisse a Everwood, Edna ha lavorato come infermiera con Harold nella clinica della famiglia, dove per molto tempo aveva fiancheggiato il suo primo marito. Harold, che lei chiama sempre "Junior", ha sempre avuto un rapporto molto conflittuale con lei, nonostante il loro innegabile affetto reciproco, tanto che proprio per via delle loro beghe personali Edna ha rinunciato a lavorare al fianco del figlio facendosi dunque assumere da Andy. Pur avendo trascorso tanti anni a Everwood, non è mai riuscita totalmente ad apprezzare la piccola città, da giovane infatti voleva viaggiare e per questo prese la discutibile decisione di partire per il Vietnam nel 1968 in modo da prestare servizio nell'esercito, restando lontana dalla famiglia per tre anni; questo ha danneggiato il rapporto con Harold al punto che lui, quasi per sfidare la madre che è sempre stata animata da un forte senso dell'avventura, ha scelto di trasformarsi in un uomo abitudinario, tra l'altro Harold (quasi involontariamente) volendo punire Edna per gli anni in cui era stata assente, ha sempre cercato di non farla sentire ben accetta nella vita del figlio. A peggiorare le cose è stato il matrimonio con Irv, lo aveva sposato solo due mesi dalla morte del padre di Harold, gesto che suo figlio ha trovato offensivo.
È una donna tutt'altro che femminile, le piace andare in giro con il suo sidecar, sa improvvisarsi anche come meccanico. Le persone sono un po' timorate di lei vista la sua indole burbera e autoritaria, si esprime spesso con metafore militari, tuttavia sono principalmente atteggiamenti di facciata, Edna in realtà è una donna con un forte senso dell'empatia, è anche una persona amorevelo e sensibile. Essendo orgogliosa fatica ad ammettere quanto abbia bisogno dell'affetto degli altri, per lei è difficile mostrare la sua emotività tanto che, pur amando i suoi figli, ammette che l'istinto materno non è radicato nella propria natura, inoltre una delle ragioni per cui ha sposato Irv poco dopo la morte del suo primo marito è perché, per propria ammissione, portare il lutto la metteva a disagio. Ama immensamente Irv, tuttavia conserva anche un bel ricordo del padre di Harold, parla sempre di lui con affetto.
Edna e Harold tornano a lavorare insieme quando la clinica della famiglia Abbott chiude in mancanza di una polizza assicurativa, infatti Andy convince Harold a lavorare con lui come soci nel suo ambulatorio. Ma ancora una volta l'incapacità di Harold e Edna di andare d'accordo spinge la donna a licenziarsi, torna dunque a lavorare nella vecchia clinica che adesso è gestita dal dottor Jake Hartman, lui e Edna si affezionano molto l'uno all'altra. Il matrimonio di Edna rischia di entrare in crisi quando lei si rifiuta di lasciare Everwood con Irv, il quale desiderava portarla in Grecia, lei infatti non se la sente di vivere di solo divertimento, ama il suo lavoro e non vuole rinunciarci. Però in seguito Edna capisce di essere cambiata, non è più capace di stare dietro al lavoro come prima, inoltre si rende conto che ormai dipende troppo emotivamente da Irv, tanto che non ha la forza per stare lontana da lui. Decide infatti di prendersi una pausa dal lavoro e di seguirlo nel tour promozionale del libro scritto da Irv, tanto che, una volta tornata a Everwood, capisce che adesso non sente più l'esigenza di lavorare. 
Decide finalmente di abbracciare uno stile di vita più tranquillo privo di responsabilità, tanto che lei e Irv prendono la scelta di intraprendere un viaggio in camper. Ma prima che ciò avvenga Edna rimane vedova per la seconda volta: Irv viene colpito da un infarto e muore. La dipartita di Irv è un dolore per lei non riesce a sopportare, sentendo un senso di vuoto decide di lasciare Everwood e di intraprendere il viaggio con il camper che all'inizio voleva fare in compagnia del marito, ma Harold e Rose la convincono a cambiare idea ospitandola nella loro casa. Vogliono il suo aiuto dato che hanno adottato la piccola Lily e infatti desiderano crescerla insieme a Edna, che accetta di restare con la sua famiglia, chiaramente questo sancisce la definitiva riconciliazione tra lei e Harold.

### Irv Harper
- Interpretatp da John Beasley
- Doppiato da Stefano Mondini

È il marito di Edna, giunse a Everwood con l'intento di rimanerci per poco tempo, ma poi vi si trasferì quando conobbe Edna, si innamorò di lei già al loro primo incontro. Lavora come autista dello scuolabus, è un uomo molto gentile e saggio anche se a volte il suo orgoglio lo porta a essere un po' scorbutico, per propria ammissione anche se i compromessi non gli piacciono sa comunque accettarli dato che li preferisce ai litigi. In molti episodi Irv riveste anche il ruolo di voce narrante della serie.
Edna e Irv si sono sposati entrambi in seconde nozze, infatti Irv aveva un'altra moglie dalla quale ha avuto una figlia, Cassie, con la quale lui ha un buon rapporto benché non sia stato molto presente nella sua vita, così come con la moglie, tanto che dopo 15 anni di matrimonio lei gli chiese il divorzio dato che non lo amava più, cosa che ferì Irv profondamente, ancora adesso conserva la copertina incorniciata della rivista Time (datata 19 novembre 1979) del giorno in cui la moglie lo lasciò. Edna invece ha sposato Irv dopo la morte del suo primo marito, dopo solo due mesi di vedovato, questo infatti è il motivo per cui Harold (insieme alla moglie e ai figli) non prese parte al matrimonio, l'affetto che lo legava al defunto padre lo portò a considerare inaccettabile che Edna sposasse Irv così velocemente dopo la scomparsa del primo marito. Effettivamente questo è stato il solo motivo che ha portato Harold a essere inizialmente ostile con Irv, ma col tempo si affeziona a lui, arriva anche ad ammettere che lo considera un buon marito per Edna.
Uno degli aspetti di Irv che spinge Edna ad amarlo è il fatto che, nonostante la sua veneranda età, è ancora un uomo molto passionale. Irv perde il suo lavoro, infatti lo licenziano per risparmiare dato che era vicino alla pensione, ma la cosa invece che infastidirlo le rende felice, perché vede in ciò la possibilità di allargare i propri orizzonti: Irv desidera entrare in quella che lui chiama terza fase ovvero consacrare la propria vecchiaia e quella di Edna a una vita godereccia, ora vuole concentrarsi sulla sua carriera di scrittore e viaggiare con l'amata moglie. Le propone un viaggio in Grecia e benché Edna all'inizio fosse allettata, cambia poi idea perché non vuole lasciare Everwood. Ciò mette a dura prova il loro matrimonio, anche se Irv accetta di rimanere a Everwood per amore di Edna, ciò lo rende infelice, tanto che la lascia temendo che restandole accanto finirebbe per riversarle addosso tutta la sua rabbia.
In effetti, durante la loro separazione, Irv si dedica al proprio libro "A Mountain Town" ispirato a Everwood e ai suoi abitanti, riuscendo a finirlo e a trovare una casa editrice che lo pubblica, ciò gli permette di ritrovare la sua serenità, lui e Edna riescono a riconciliarsi e tornano insieme.
All'inizio della quarta stagione Irv e sua moglie rinnovano i loro voti nuziali con una cerimonia, in presenza di parenti e amici. Il libro di Irv si rivela un successo, Edna lo accompagna in varie città durante il tour promozionale, dove Irv incontra anche la figlia Cassie. Per merito di Edna finalmente Irv e sua figlia dopo anni di incomprensioni riescono a riconciliarsi. Edna ha riconsiderato la possibilità di viaggiare con suo marito, infatti grazie ai guadagni del libro di Irv non hanno più bisogno di lavorare, i due decidono di intraprendere un viaggio in camper. Purtroppo però, poco dopo aver preso questa decisione, Irv viene colpito da un infarto che non gli lascia scampo e muore.
Durante il funerale Harold confessa a tutti che l'errore peggiore nella sua vita è stato quello di non aver preso parte al matrimonio di Edna e Irv e di non aver capito fin dall'inizio quanto fosse speciale l'amore tra loro due, mettendo ben in evidenza quanto Harold ormai volesse bene al proprio patrigno. L'ultima apparizione di Irv avviene poco dopo il funerale, quando Edna immagina di conversare con lui un'ultima volta, dove Irv ammette che, benché gli anni che ha trascorso con Edna siano stati pochi, per lui «Sono valsi una vita intera».

### Delia Brown
- Interpretata da Vivien Cardone
- Doppiata da Benedetta Gravina

È la figlia più piccola di Andy e sorella minore di Ephram. Diversamente da quest'ultimo lei ha saputo integrarsi meglio a Everwood quando il padre decide di trasferirsi lì con loro, anche perché Andy le aveva promesso un pony se Delia avesse acconsentito al trasferimento. Al contrario del fratello, Delia, pur avendo sofferto per la morte di sua madre Julia, ha saputo affrontare il proprio dolore emotivo in una misura più contenuta, benché in alcuni episodi emerge quanto la presenza di Julia le manchi. È una bambina matura e con un animo gentile.
È un po' riservata ma non ha paura di esprimere le proprie opinioni, porta sempre dei berretti da baseball e pratica l'hockey in una squadra maschile. Un elemento che distingue Delia da Ephram è che lei ha sempre avuto un bel rapporto con suo padre, anche se ciò è dovuto al fatto che, essendo una bambina, non ha avuto modo di percepire quanto Andy, che per molto tempo è stato assente perché costantemente concentrato sul proprio lavoro, avesse danneggiato l'equilibrio della loro famiglia. Infatti quando Andy si trasferisce a Everwood con i figli in modo da essere un padre più presente nelle loro vite, è perfettamente capace di stare dietro a Delia, effettivamente quello che Andy ha con la figlia è un rapporto più completo rispetto a quello con Ephram. Delia vuole bene a suo fratello anche se a volte fatica a gestire il carattere esigente ed egocentrico di Ephram, inoltre si sente messa da parte dato che Andy dà a lui più attenzioni rispetto a quelle che ne presta alla figlia.
All'inizio a faticato a farsi degli amici quando si è trasferita a Everwood, ma poi diventa più facile per Delia socializzare. È molto affezionata a Nina e al figlio di lei, il piccolo Sam, infatti Nina spesso le fa da baby sitter, praticamente Nina è per lei una figura materna, Delia ammette che Nina le ricorda Julia, probabilmente è per questo che è stato facile per la bambina legare con lei. Nei confronti di Andy è piuttosto gelosa e possessiva, tanto che all'inizio non gradiva l'idea che lui desiderasse una vita sentimentale dopo la morte di Julia, temendo che un'altra donna eclissasse il ricordo della madre, ma poi diventa più comprensiva capendo che il vedovato del padre non deve impedirgli di amare ancora.
Quando Delia si affaccia verso l'adolescenza diventa più femminile, tanto da non indossare più i berretti, e rinuncia allo sport. Si trasforma in una persona diversa, al punto da sfidare anche l'autorità di Andy mostrando un atteggiamento più irriverente. Tuttavia quando decide di celebrare il proprio bar mitzvah diventa più matura e questo le permette di avvicinarsi di più a suo padre. Andy, solo nell'ultimo episodio, mantiene la promessa fatta a Delia quando avevano lasciato New York, e infatti le regala il pony che lei tanto voleva.

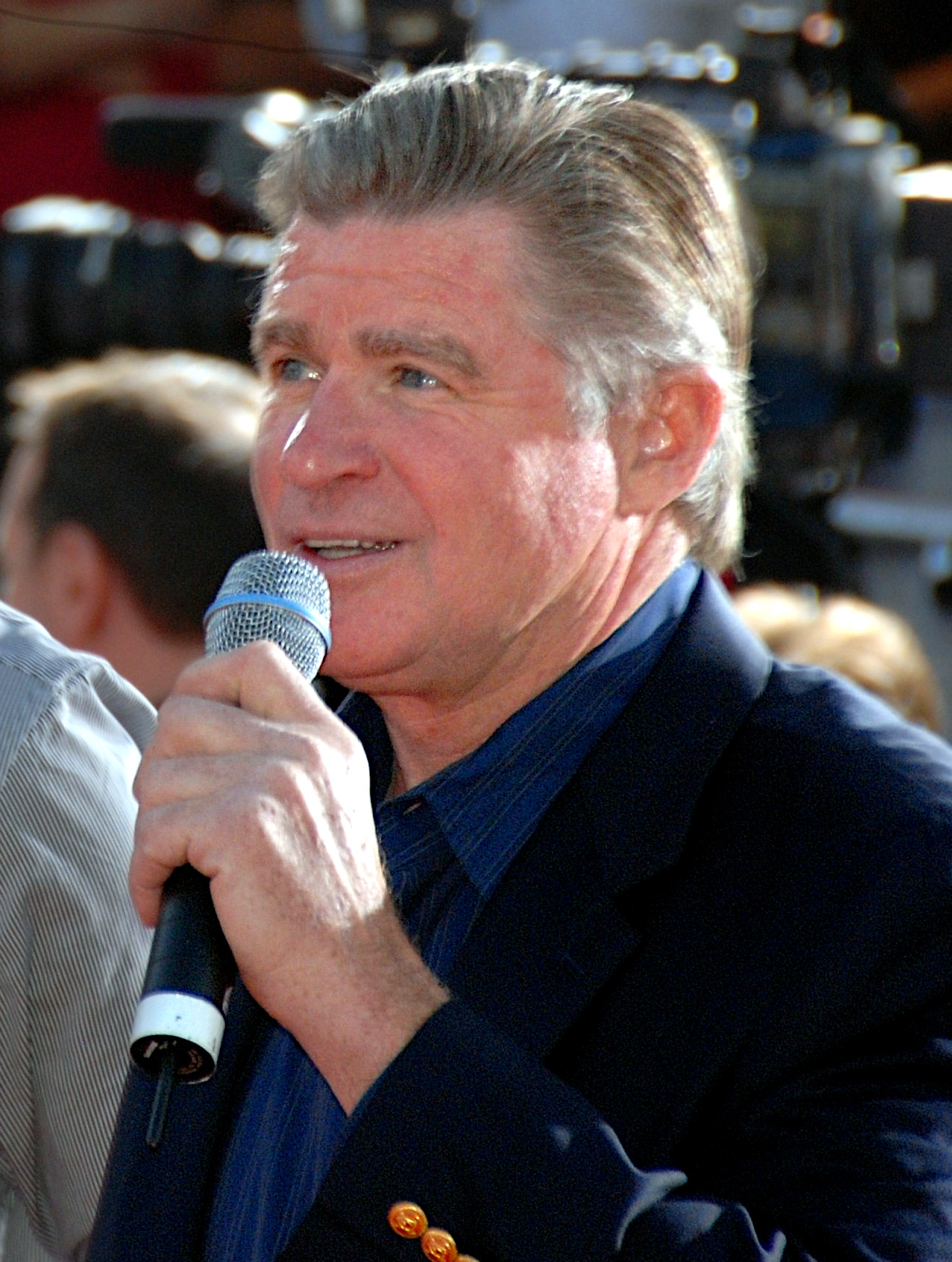
Treat Williams interpreta Andy Brown
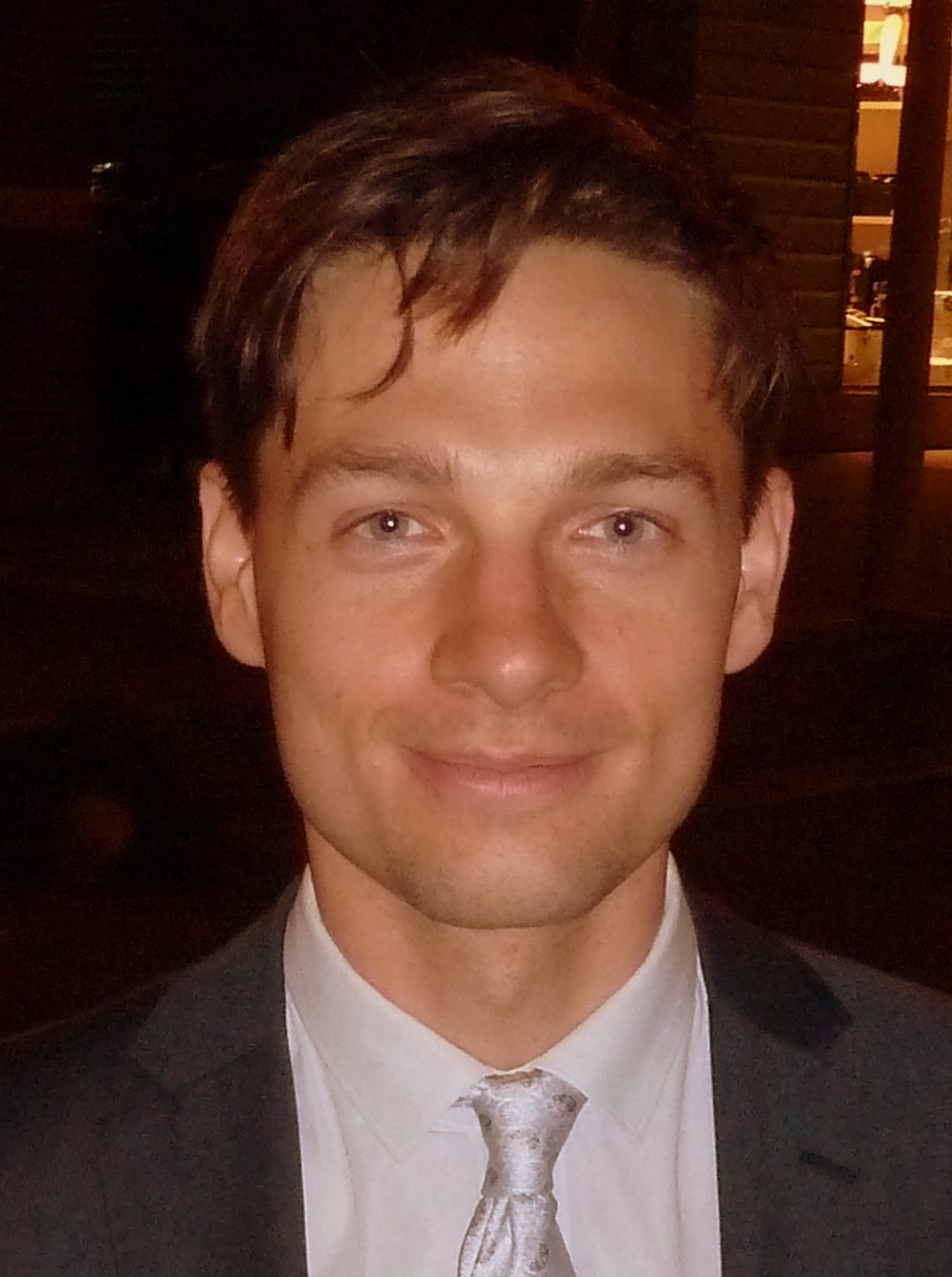
Gregory Smith interpreta Ephram Brown
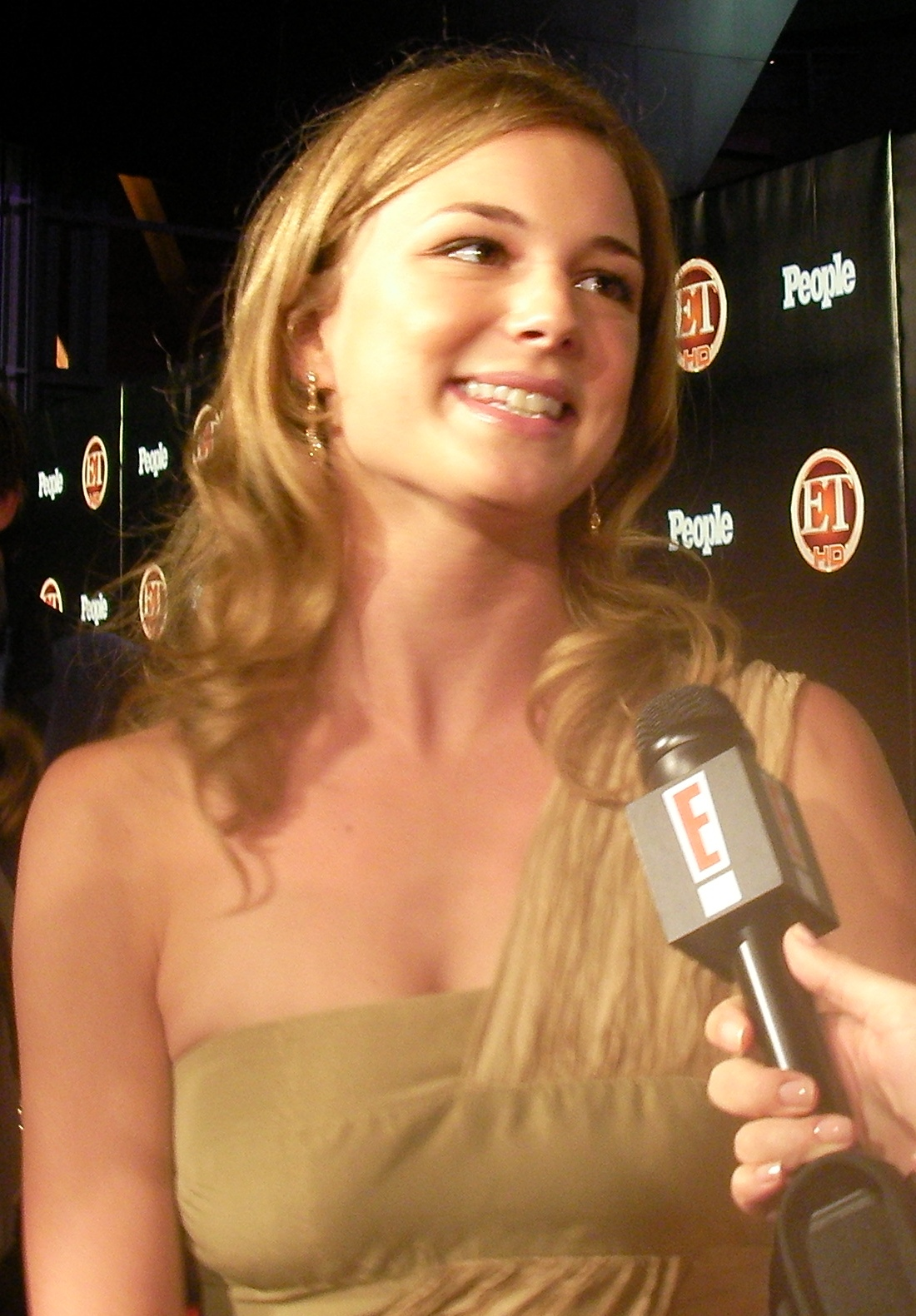
Emily VanCamp interpreta Amy Abbott
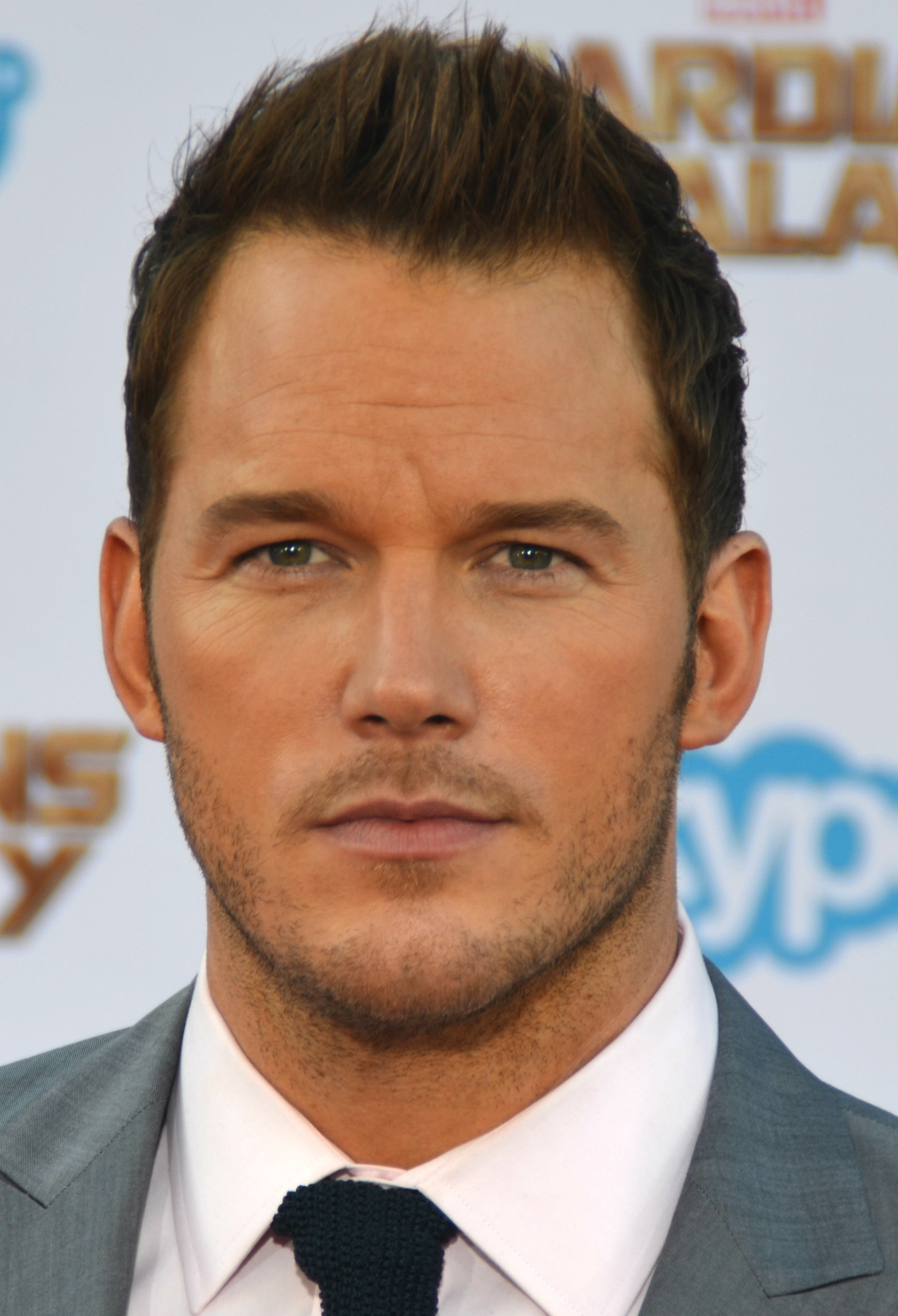
Chris Pratt interpreta Bright Abbott

## Personaggi secondari

### Introdotti nella prima stagione
- Colin Hart (stagioni 1-2), interpretato da Mike Erwin, doppiato da Marco Baroni. È il fidanzato di Amy e migliore amico di Bright, legato ai due fin dall'infanzia. Ritenuto da tutti il tipico ragazzo d'oro, gioca nella squadra di basket del liceo, è stato il primo vero amore di Amy. Un tragico giorno mentre aveva bevuto del whisky e offrendone un po' a Bright quest'ultimo, ubriaco, alla guida di un pick-up con dentro pure Colin, causò un incidente stradale, entrambi sono sopravvissuti, ma se Bright ne è uscito illeso ben altra sorte è toccara a Colin che da allora è sprofondato in un coma dal quale non riesce a svegliarsi, ricoverato da mesi in ospedale. Amy continua a essergli devota, vive nella speranza di un suo risveglio, l'amore che prova per lui è amplificato dalla sua emotività, infatti per ostinazione si rifiuta di rinunciare a lui. Amy e Ephram convincono Andy a operarlo, quest'ultimo infatti ha individuato il problema in un frammento d'osso conficcato nella corteccia cerebrale, riesce a poi a rimuoverlo dopo una delicata operazione. Finalmente dopo un po' di tempo Colin si risveglia dal coma, ma perde la memoria sulla propria identità, cerca di tornare alla vita di prima, lui e Amy tornano insieme anche se Colin fatica a rievocare dei ricordi legati alla fidanzata. Benché Colin sia innamorato di lei, è evidente che non è mai stato capace di ricambiarla con la stessa intensità con la quale Amy è innamorata di lui, infatti senza che la ragazza lo avesse mai saputo, Colin prima dell'incidente voleva lasciarla. Amy avendo idealizzato l'amore per Colin non riesce a comprendere quanto la loro relazione per lei è malsana. Per Colin è difficile rimettersi in pari con gli studi, non gli viene permesso di praticare sport oltre al fatto che non riesce a reprimere la propria rabbia diventando violento e distruttivo. Tutti non fanno che compatirlo, anche per questo motivo diventa amico di Ephram dal momento che lui, essendosi trasferito a Everwood da poco, non lo conosceva prima dell'incidente stradale, e quindi lui non pretende che Colin debba tornare a essere la persona che era prima. Appare sempre più ovvio che Amy, così come i genitori di Colin, non sono capaci di seguirlo nella sua riabilitazione, già Andy era in disaccordo col fatto che Colin tornasse a scuola, infatti sia Amy che la famiglia vogliono forzarlo a riprendersi in tempi veloci in modo da coltivare la fatua speranza che lui sta guarendo. Colin e Ephram non possono essere amici perché quest'ultimo è innamorato di Amy, inoltre Colin ha capito che lei ricambia Ephram benché lei sia fedele al fidanzato non volendo lasciarlo. Colin affronta il proprio dolore emotivo diventando meschino e aggressivo, oltre che possessivo con Amy, che intanto fatica sempre di più a nascondere il suo amore per Ephram. I timori di Andy, il quale aveva capito che Colin è ancora in pericolo, si concretizzano quando emerge un trombo nel cervello del ragazzo, lui deve operarsi un'altra volta. Amy, incapace di concepire l'idea di perderlo, continua a stargli accanto, anche se è evidente che lei e Colin ormai stanno vivendo il loro rapporto in due modi diversi: lui ha compreso che la loro relazione è finita per il semplice fatto che ha già capito che non sopravviverà. Colin muore durante l'operazione, solo in seguito Amy scopre che Andy poteva salvarlo, ma Colin gli aveva chiesto di lasciarlo morire se avesse avuto il sentore che, pur potendo uscirne vivo, Colin avrebbe convissuto con handicap fisici e cerebrali che il ragazzo non avrebbe accettato, non avendo confidato a Amy il suo volere, la ragazza lo scopre solo dopo la morte del fidanzato, tale rivelazione acuisce il senso di frustrazione di Amy. La morte di Colin spinge Amy verso comportamenti autodistruttivi, lui fa la sua ultima apparizione quando Amy, sotto effetto di droga, immagina di conversare con lui, chiedendole di dimenticarlo per il suo bene. Dopo questa brutta esperienza Amy ritrova il proprio senso di stabilità e intraprende una relazione con Epharm, ora è finalmente felice perché non è più ossessionata da Colin il quale ora per lei rappresenta solo un dolce ricordo.

- Julia Brown (stagioni 1-2), interpretata da Brenda Strong, doppiata da Laura Boccanera. È la moglie di Andy, dal loro matrimonio sono nati Ephram e Delia. Lei e Andy si sono conosciuti da giovani, quando lui frequentava la facoltà di medicina, nata e cresciuta in una famiglia ebrea, in passato aveva lavorato come volontaria in ospedale. Julia è sempre stata una madre estremamente dolce oltre che amorevole, quando infatti all'inizio Andy era un genitore che mostrava una quasi totale indifferenza verso la famiglia, lei era la sola figura genitoriale a cui Delia e (soprattutto) Ephram si affidavano, le continue assenze del marito erano il motivo principale delle loro diatribe coniugali, Andy anteponeva sempre il lavoro alla famiglia e Julia si sentiva trascurata. Dai vari racconti su Julia emerge quanto lei fosse infelice con Andy, anche se lo considerava il suo grande amore. Julia arrivò anche a tradirlo con un altro uomo, lei pur di salvare il loro matrimonio lasciò il suo amante, tuttavia Julia e Andy non ebbero mai modo di riconciliarsi totalmente, anche perché Julia morì quattro mesi dopo in un incidente stradale mentre andava ad assistere a un saggio di musica di Ephram. La morte di Julia spinge finalmente Andy a diventare un genitore migliore per Ephram e Delia, non potendo più contare su Julia ha imparato a essere una figura più presente per i figli. Il dolore per la perdita di Julia ha spinto Andy (nei primi due episodi) a vederla e a conversare con lei sotto forma di allucinazione. Anche se Ephram a modo suo rispettava l'amore tra Julia e Andy non ha mai accettato completamente il fatto che fossero così dipendenti dal loro matrimonio, infatti essendo inevitabilmente innamorati l'una dell'altro non hanno mai avuto il coraggio di lasciarsi benché, quando stavano insieme, erano sempre inesorabilmente infelici. Come più volte è stato evidenziato, è stata solo la morte di Julia a incoraggiare Andy a migliorare, come uomo e padre, il loro matrimonio era incapace di evolversi. Julia è il motivo per cui Andy si è trasferito a Everwood con i figli: Julia gli aveva parlato di Everwood, durante una gita in treno con i genitori da bambina furono costretti a fermarsi lì per via di una bufera di neve, Julia rimase catturata dalla bellezza di Everwood affermando che era il posto più stupendo che avesse visto, tra l'altro lo scalo ferroviario dove il treno su cui viaggiava aveva sostato è stato poi comprato e ristrutturato da Andy che lo trasforma nel proprio ambulatorio. Anche se Julia è morta lei è onnipresente nella vita di Andy, ne è la prova la sua iniziale incapacità di avere relazioni compiute con altre donne, vive nel rimorso di non essere stato il marito che Julia meritava e quindi involontariamente non riesce ad essere felice con un'altra donna. In realtà nell'ultima stagione si apprende che la ragione per cui è così insicuro in amore è perché non aveva perdonato Julia per i suoi tradimenti, Andy ritrova la sua serenità solo quando affronta e sconfigge la rabbia contro Julia. Capendo di amare Nina le chiede di sposarlo, e lei accetta, e finalmente Andy si riconcilia spiritualmente anche con Julia.

- Carl Feeney (stagioni 1-2), interpretato da Dylan Walsh, doppiato da Teo Bellia. È il marito di Nina e padre di Sam, è quasi sempre assente a casa, costretto a dedicare tutto il suo tempo a viaggiare per la sua compagnia, lui infatti è un venditore di software. Quando frequentava il liceo di Everwood era una stella del basket, questo però ha condizionato negativamente Carl in età adulta, infatti non riesce a realizzarsi come uomo, pur essendo il miglior venditore dell'azienda dove lavora, lo vede come un impiego senza prospettive, il suo lavoro non gli piace nemmeno. Nina lo ama tantissimo, ma è infelice perché Carl non fa che trascurarla per via dei suoi frequenti viaggi di lavoro: a sua insaputa Carl è gay, viaggia principalmente per stare lontano dalla moglie, tradendola con un altro uomo. Questo suo atteggiamento ha pregiudicato anche la sua figura come genitore, anche se lui e Sam si vogliono bene, essendo troppo abituato a stare lontano dalla famiglia, non è più nemmeno capace di avere un rapporto con suo figlio. Carl egoisticamente non vuole rinunciare a Nina perché lei è il suo solo punto di riferimento. Carl si licenzia per stare a Everwood a tempo pieno con Sam e Nina, ciò che vuole è aprire un emporio sportivo, un progetto che lui e Nina da tempo volevano realizzare, ma Nina scopre solo per puro caso dell'omosessualità del marito, e il loro matrimonio volge inevitabilmente al termine e lui lascia Everwood. Nina è in collera con lui, non tanto per il fatto che Carl è gay, ma per averla intrappolata in un matrimonio di menzogne. Carl trova lavoro in un'altra azienda ottenendo anche una promozione, chiede a Nina il divorzio e l'affidamento esclusivo di Sam, desidera portarlo con lui a Denver, ma il giudice affida la potestà del bambino a Nina. Le poche volte che Nina menziona Carl si evince come lei si sia disaffezionata dall'ex marito, anche perché Carl dopo il divorzio non riesce più a essere un padre presente per Sam.

- Laynie Hart (stagioni 1-2), interpretata da Nora Zehetner, doppiata da Federica De Bortoli. È la sorella di Colin e migliore amica di Amy. È abituata a essere indipendente, anche se è stata costretta a impararlo per necessità dato che, con l'incidente stradale di Colin e il conseguente coma, i suoi genitori hanno smesso di prestarle attenzioni, infatti Colin è diventato la priorità in famiglia. Laynie lascia Everwood trasferendosi in un collegio femminile, ritorna poi dalla famiglia quando Colin, dopo che Andy lo aveva operato, si risveglia dal coma. Colin le vuole molto bene, non a caso durante la sua amnesia Laynie è stata la prima persona di cui ha rievocato il ricordo. Lei e Ephram escono insieme per un breve periodo, Laynie infatti è attratta da lui, ma poi smette di frequentarlo quando capisce che Ephram ama Amy. Lascia Everwood quando comprende che Colin non sta guarendo, lei diversamente dai genitori non coltiva illusioni, ha già capito che Colin probabilmente non sopravviverà e non vuole essere presente quando avverrà l'irreversibile. Colin muore mentre affrontava un altro intervento, Laynie torna quindi a Evewood, la morte del fratello ha devastato la famiglia, lei fa pure uso di antidepressivi, pur dimostrando comunque di saper affrontare il problema con forza e integrità. Anche se Laynie ci terrebbe che lei e i genitori tornassero a essere uniti, ciò è ormai impossibile, l'insussistenza del rapporto con loro è dovuto al fatto che, sia il padre che la madre, non hanno la forza di superare la perdita del figlio. Amy e Laynie smettono di essere amiche quando quest'ultima abbandona Everwood per tornare a studiare in collegio.

- Jim e Sharon Hart (stagioni 1-2), interpretati da Michael Flynn e Nancy Everhard, doppiati da Michele Kalamera e Cinzia De Carolis. Sono i genitori di Colin e Laynie, la loro famiglia affronta un momento tragico quando Colin entra in un coma quasi irreversibile. Le cose sembrano migliorare quando Andy opera il figlio dei coniugi Hart il quale si risveglia, tuttavia Jim e Sharon ignorano gli avvertimenti di Andy il quale aveva notato che le condizioni del ragazzo stavano peggiorando. I genitori di Colin, che vogliono solo autoconvincersi che il figlio sta guarendo, non intendono dargli ragione, ma poi sono costretti a riconsiderare le loro convinzioni quando viene riscontrato un trombo nel cervello che probabilmente lo ucciderà, Jim e Sharon perdono Colin che muore mentre Andy lo operava nel vano tentativo di salvarlo. Jim è un alcolista, aveva smesso di bere quando Colin era in coma ma poi ricomincia a farlo dopo la morte del figlio, mentre Sharon cerca di trovare conforto nell'abuso di antidepressivi, tra l'altro hanno con Laynie un rapporto pressoché inesistente, dato che quando accudivano Colin lei aveva accettato di distanziarsi da loro affinché concentrassero le loro premure verso il fratello, e ora che Colin è morto è evidente che il loro nucleo famigliare è totalmente distrutto.

- Donald Douglas (stagioni 1-2), interpretato da Philip Baker Hall, doppiato da Luciano De Ambrosis. Insegna medicina all'università, è stato il mentore di Andy, lo conosce fin da quando quest'ultimo era uno specializzando, Donald notò subito il suo talento per la chirurgia. È ben voluto da Andy e dai suoi figli, Ephram affettuosamente lo chiama "zio". Quando a Andy gli si propone un caso chirurgico piuttosto complicato a cui lavorare, si rivolge a Donald per dei consulti, è stato lui a insegnare a Andy a essere emotivamente freddo nel lavoro. Quando Colin muore dopo che Andy lo aveva operato, egli perde fiducia nel suo talento di chirurgo, tuttavia Doland gli chiede di operarlo, ha un meningioma in prossimità del lobo parietale: effettivamente Andy operando il suo vecchio mentore riesce a salvarlo e riconquista la propria sicurezza come chirurgo.

- Stuart (stagione 1), interpretato da Bret Loehr. È un bambino, compagno di scuola di Delia, si atteggia spesso a bullo, viene soprannominato "Magilla". All'inizio prende Delia in antipatia, ma poi finiscono col fare amicizia, tuttavia la cosa sconfina in comportamenti ambigui da parte del bambino, infatti stando vicino a Delia inizia a truccarsi oltre a giocare insieme a lei con delle bambole. I genitori di Stuart alla luce di questi comportamenti decidono di lasciare Everwood con lui, si apprende poi in seguito che Stuard è nato con lo pseudoermafroditismo, non avendo un sesso ben marcato i suoi genitori hanno optato per crescerlo come un maschio pur di garantirgli un po' di normalità. Inutile è stato il tentativo di Andy di convincere i genitori di Stuart a cambiare idea, anche se è evidente che comportandosi così condannano Stuart a una vita di isolamento lo ritendono l'unico modo per instradarlo verso un'esistenza stabile. Stuart lascia Everwood con i genitori, lui e Delia si limitano a salutarsi da amici.

- Tom Keyes (stagioni 1-2), interpretato da Tim DeKay, doppiato da Luciano Roffi. Reverendo della chiesa di Everwood, è sposato con la moglie Sally, ma poi i due divorziano. Anche se l'abbandono della moglie è stato difficile per lui da affrontare, Keyes reagisce con ottimismo, lui e Andy diventano buoni amici. Quest'ultimo però è costretto a diagnosticargli una degenerazione maculare che lo porterà progressivamente a perdere la vista. Benché all'inizio Keyes ne fosse affranto, affronta la cosa con coraggio, incontra Catherine e si innamora di lei, si sposano con Andy che fa da cerimoniere.

- Gretchen Trott (stagione 1), interpretata da Jane Krakowski, doppiata da Silvia Tognoloni. Psicologa che viaggia per il paese in camper offrendo sedute da psicanalisi nelle città in cui fa tappa, il suo camper funge praticamente da studio medico. Fin da subito fa amicizia con Andy per il quale prova attrazione, al contrario Harold non la sopporta, benché Gretchen è quasi indifferente ai suoi tentativi di litigare con lei. Andy e Gretchen finiscono a letto insieme, in quella che è stata l'avventura di una notte, Gretchen è la prima donna con la quale Andy è stato dopo la morte di Julia.

- Brenda Baxworth (stagioni 1-3), interpretata da Lee Garlington, doppiata da Lorenza Biella. Agente immobiliare di Everwood, anche se in verità si tiene occupata con vari lavori, ad esempio insegna danza classica per ragazze, Amy è una sua allieva, e gestisce un proprio ristorante il "Planet California". Ricalca lo stereotipo della tipica donna di provincia un po' ficcanaso e prevenuta. Durante un episodio della prima stagione la casa di Brenda è stata al centro di una vicenda che ha interessato tutta la comunità di Everwood quando nel suo giardino vengono rinvenuti dei cadaveri: grazie a Harold che indaga sulla faccenda si apprende che la casa di Brenda, a sua insaputa, era stata costruita su un terreno che fungeva da fossa comune per i morti di un'epidemia influenzale che si scatenò nel 1918.

- Matthew Lansing (stagione 1), interpretato da Ian Vogt, doppiato da Oreste Baldini. Insegnante di pianoforte che ha studiato alla Juilliard, Andy lo assume per dare lazioni a Ephram. Quest'ultimo inizia a prendere Matthew in simpatia, tanto da considerarlo un amico, ma poi Ephram con proprio sconcerto scopre che Matthew ha una relazione con una delle sue allieve, Kate, nonostante sia solo una liceale. Matthew è costretto a lasciare il Colorado quando il padre di Kate, venuto a conoscenza della loro relazione, lo mette nella posizione di andarsene. Nonostante Kate ami Matthew ingenuamente non comprende che lui non la ricambia veramente, tanto che abbandona Kate senza mostrare un vero rimorso per averla messa una posizione così scomoda, Kate inoltre scopre di aspettare un figlio da lui e abortisce, aveva tentato di contattare Matthew ma lui, essendosi trasferito a Londra, ha totalmente chiuso i ponti con la ragazza.

- Kate (stagione 1), interpretata da Kate Mara, doppiata da Monica Vulcano. Frequenta il liceo di Everwood, proprio come Ephram è una pianista e segue il corso di musica di Matthew. Kate come musicista è decisamente più talentuosa rispetto a Ephram, verso il quale lei nutre un po' di antipatia. Segretamente Kate ha una relazione con Matthew, ma lui abbandona Kate, dopo averla messa incinta, per via del padre della ragazza che aveva scoperto della loro relazione. Il padre di Kate tenta di forzarla ad abortire, Kate è indecisa ma poi ritenendola la cosa migliore per lei acconsente, infine Harold esegue la procedura per l'aborto.

- Jacob (stagione 1), interpretato da Mark Rydell, doppiato da Bruno Alessandro. È il padre di Julia, insegna medicina ma in passato era un chirurgo, ha dovuto rinunciare alla chirurgia per via del tremore alla mano, probabilmente sintomo della malattia di Parkinson. Cresciuto in una famiglia che aveva scarse disponibilità economiche, fin da ragazzo Jacob ha dovuto lavorare per rendersi indipendente. Andy tradisce un certo complesso di inferiorità verso il suocero, dato che proprio come lui è stato un ottimo chirurgo con la differenza che, contrariamente a Andy, lui è sempre stato un buon padre e marito. Jacob e Andy hanno un rapporto molto altalenante, egli prova un po' di rancore verso il genero dato che non riusciva a rendere felice Julia, ma nonostante tutto i due si rispettano.

- Ruth (stagione 1), interpretata da Doris Belack, doppiata da Paila Pavese. È la moglie di Jacob e madre di Julia, è la tipica donna borghese, rispetto a suo marito nei confronti di Andy è più affettuosa. Lei e Jacob fanno una breve visita a Andy e ai nipoti venendo a trovarli a Everwood, anche se in realtà è principalmente un pretesto per convincere Ephram a venire a vivere con loro a New York temendo che Andy, dopo la morte di Julia, non sia capace di seguire suo figlio. Nonostante Ephram fosse tentato all'inizio di andare a vivere con Ruth e Jacob, cambia idea preferendo restare a Everwood e coltivare con Andy un rapporto migliore.

- Louise (stagioni 1-4), interpretata da Jan Broberg. È l'infermiera che lavora nell'ambulatorio di Harold, stargli dietro per lei non è facile, infatti spesso Louise si limita ad accettare con rassegnazione il carattere egocentrico e stravagante di Harold. In passato lavorava come fisioterapista. Quando la clinica di Harold chiude in quanto sprovvista di assicurazione medica, Harold accetta l'offerta di Andy lavorando nel suo ambulatorio come socio: Louise di conseguenza va a lavorare con lui nella clinica come infermiera spalleggiando Edna. Quando quest'ultima si licenzia Louise rimane l'unica infermiera che lavora alle dipendenza di Andy e Harold.

- Page (stagioni 1-3), interpretata da Katie Millar, doppiata da Eleonora Reti. Amica di Amy e sua compagna di scuola, frequenta con lei il corso di danza classica, tuttavia le due ragazze non sono molto affezionate l'una all'altra, Amy ammette infatti che, probabilmente visto il carattere superficiale di Page, non le piace averla come amica. Dopo la morte di Colin, infatti, Amy si è allontanata da Page, la quale a sua volta mette le distanze da lei, Amy tenta con Page una riconciliazione ma smettono di essere amiche anche perché è evidente che tra lei due non c'è un reale affetto.

- Kayla (stagione 1), interpretata da Valerie Welcker, doppiata da Domitilla D'Amico. Lei e Amy sono amiche fin da bambine, sono compagne di scuola, fanno parte della cerchia dei ragazzi popolari del liceo. Amy è amica di Kayle principalmente per abitudine, infatti non gradisce il suo carattere altezzoso e arrogante. Quando Ephram si iscrive al liceo di Everwood, in particolare sono Kayla e Bright quelli che maggiormente lo prendono in antipatia, non accettano di buon grado che Amy sia sua amica, tra l'altro Kayla è stata la prima a dedurre che Amy si è innamorata di Ephram. Non è mai gentile con quest'ultimo, Kayla si rivolge sempre a lui con frasi sprezzanti.

- Wendell (stagione 1), interpretato da Cody McMains, doppiato da Alessio De Filippis (1° voce) e Gabriele Lopez (2° voce). Studente del liceo di Everwood, è un ragazzo un po' stravagante e ficcanaso, tra i compagni di scuola di Ephram è stato il primo insieme a Amy con cui ha cercato di legare, tuttavia Ephram non sembra molto interessato a lui, infatti è praticamente un'amicizia a senso unico.

- Daniel Maxwell (stagioni 1 e 3), interpretato da John Savage, doppiato da Teo Bellia. Vive in isolamento in una stamberga in montagna, in passato era un uomo di cultura, ma è caduto in depressione quando la moglie Roxanne lo lasciò per Marty (il fratello di Daniel). Il problema nel loro matrimonio era il carattere troppo introverso ed egocentrico di Daniel. Vive con la sola compagnia di un orso, il quale è il suo solo amico. Andy prende come paziente Marty, egli necessita di un nuovo rene, e si rivolge a Daniel in modo che si offra come donatore visto che sono compatibili. Dopo qualche incertezza Daniel acconsente e salva la vita a suo fratello.

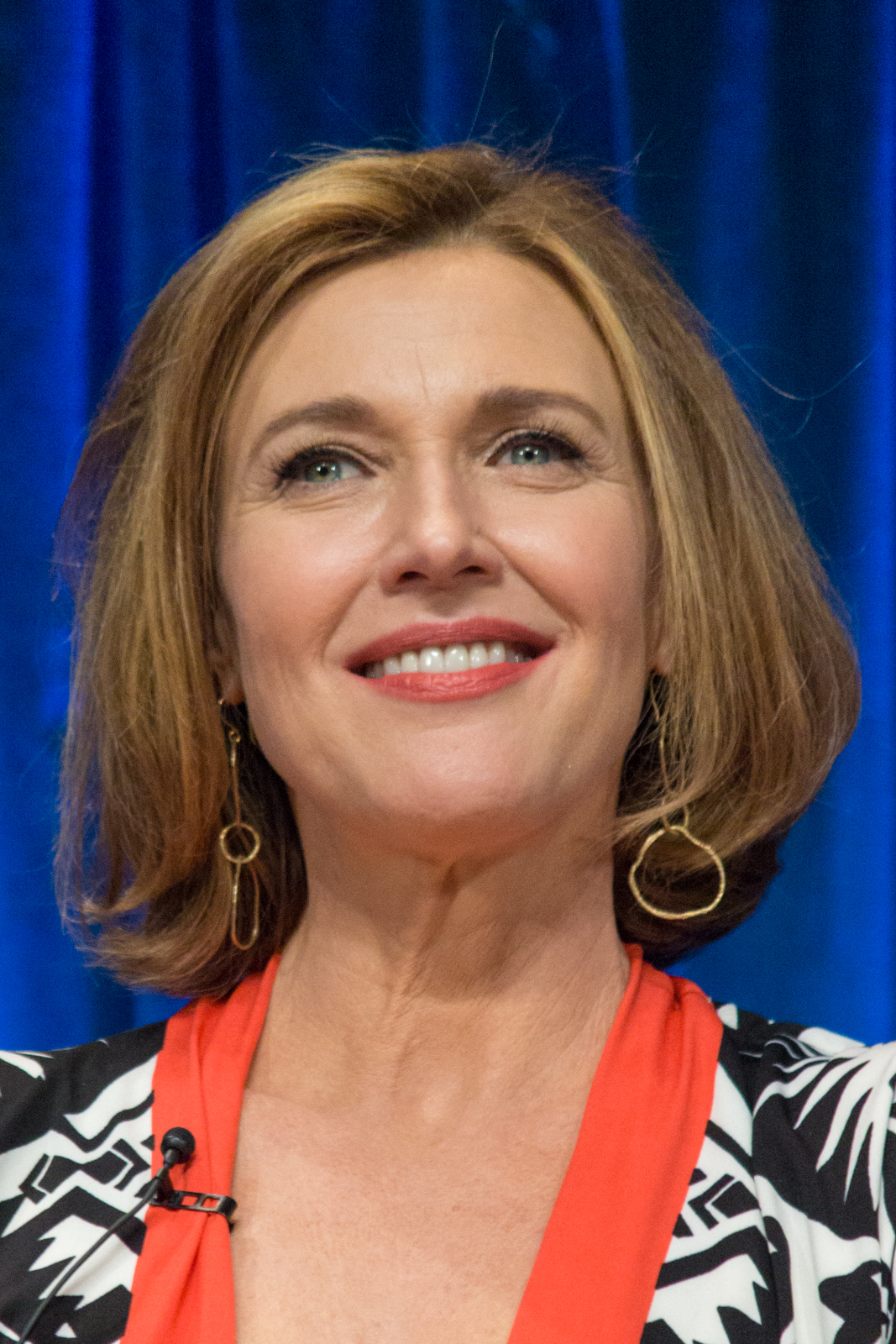
Brenda Strong interpreta Julia Brown
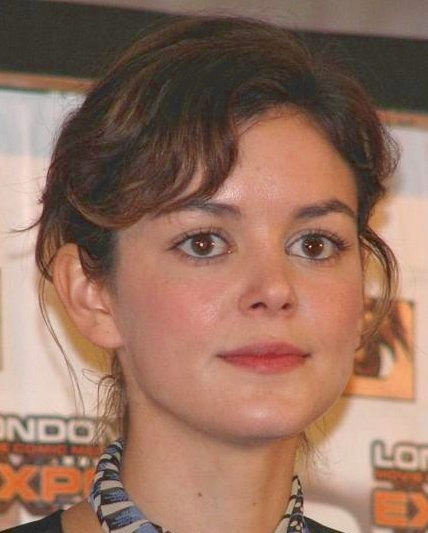
Nora Zehetner interpreta Laynie Hart
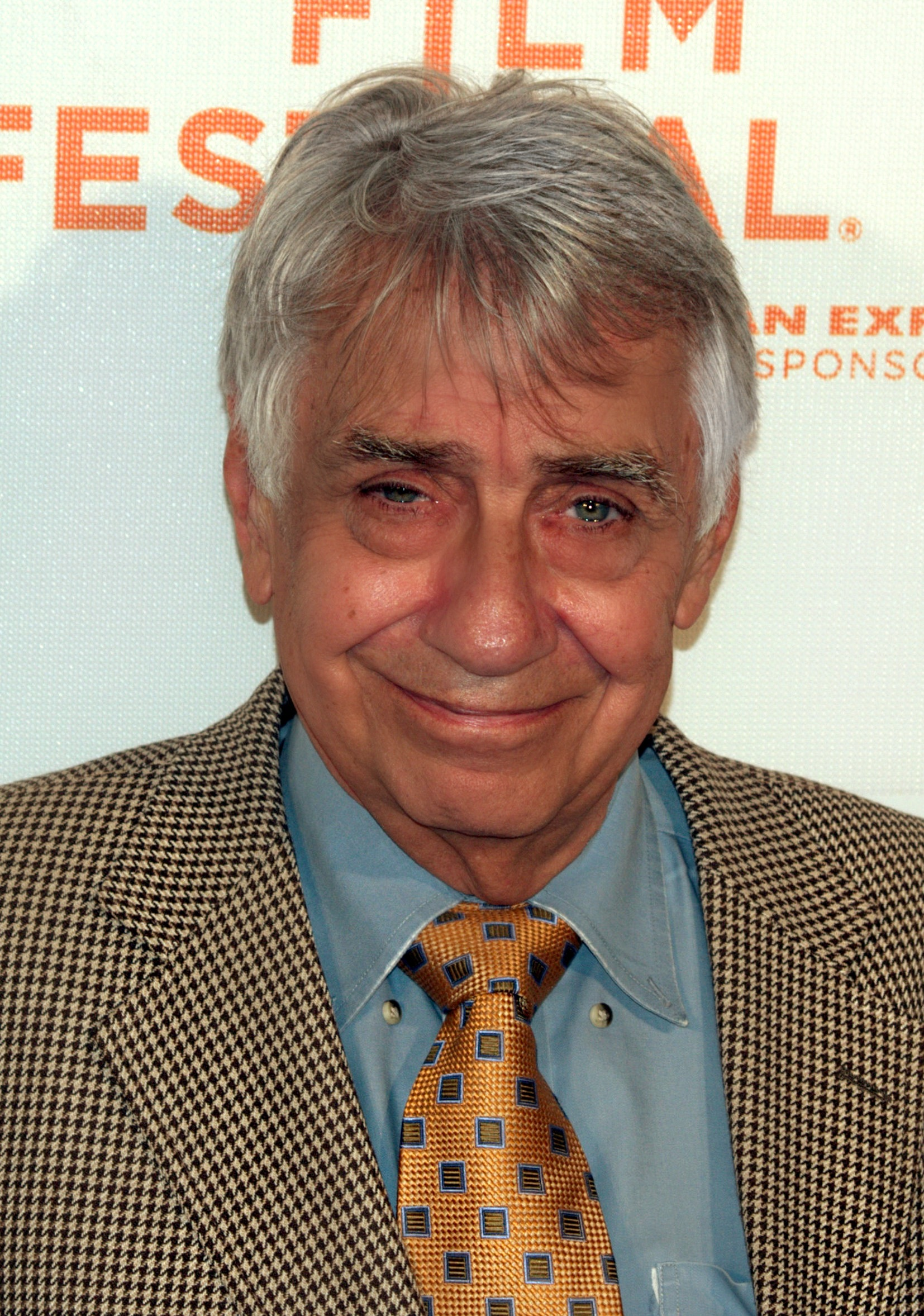
Philip Baker Hall interpreta Donald Douglas
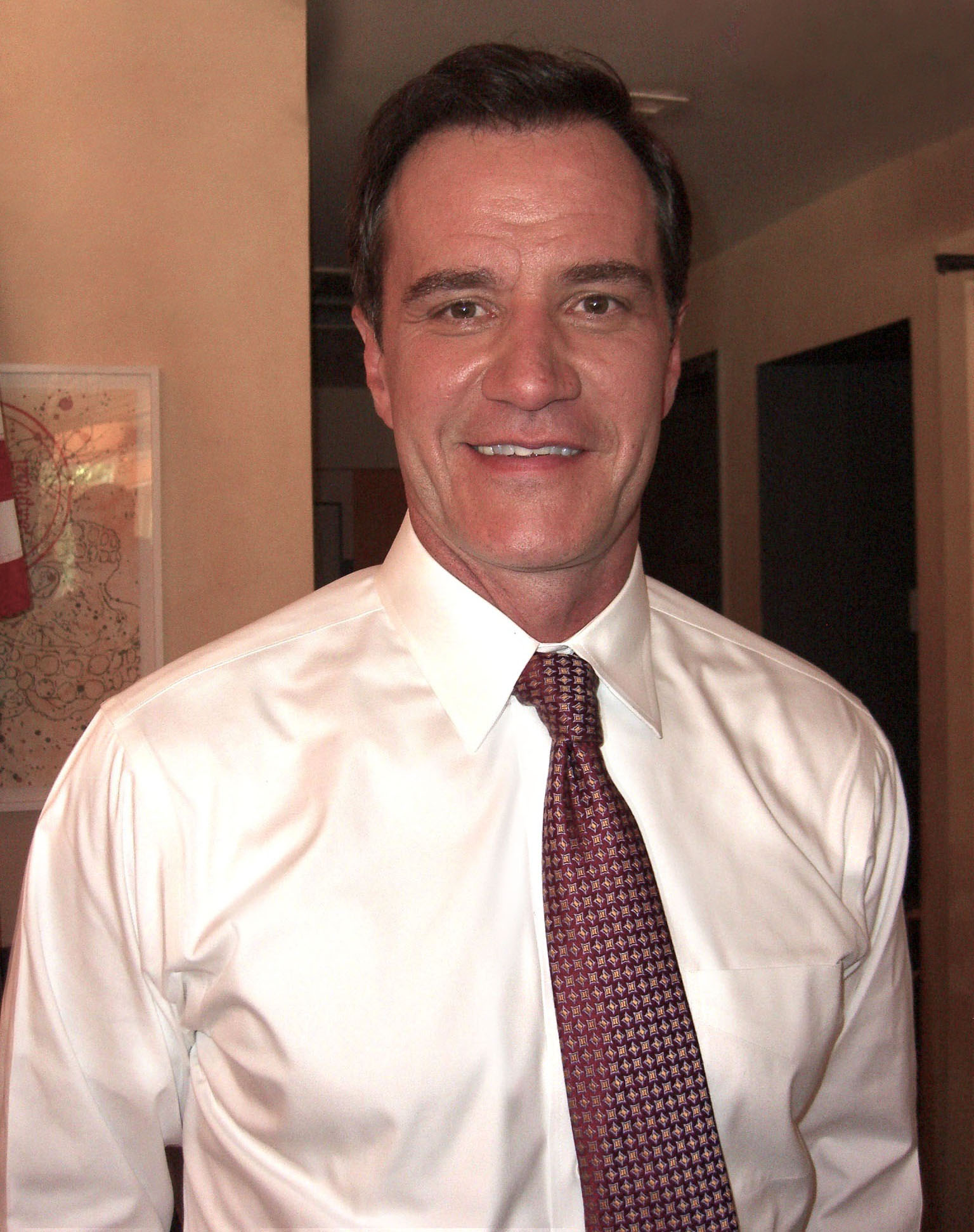
Tim DeKay interpreta Tom Keyes
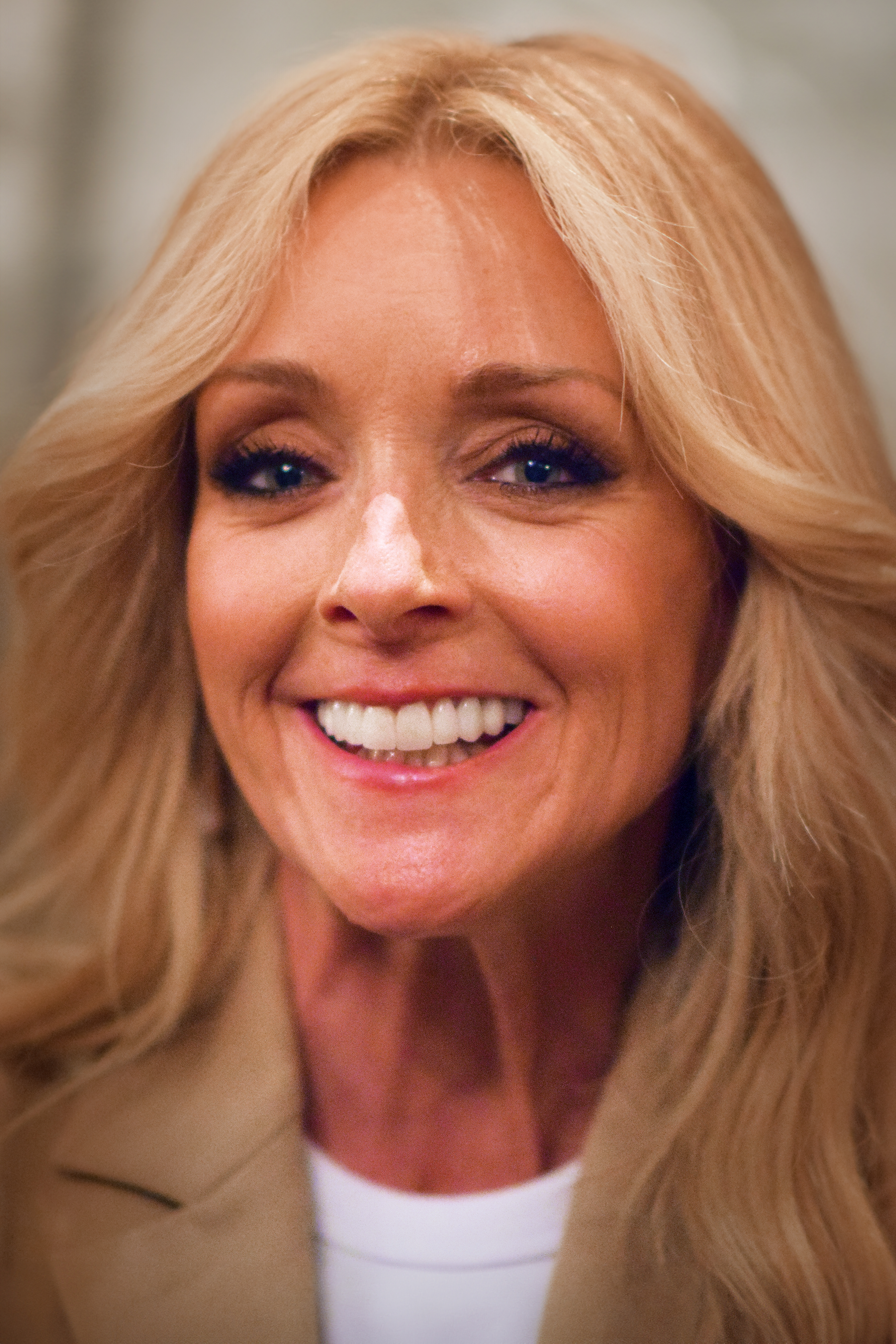
Jane Krakowski interpreta Gretchen Trott
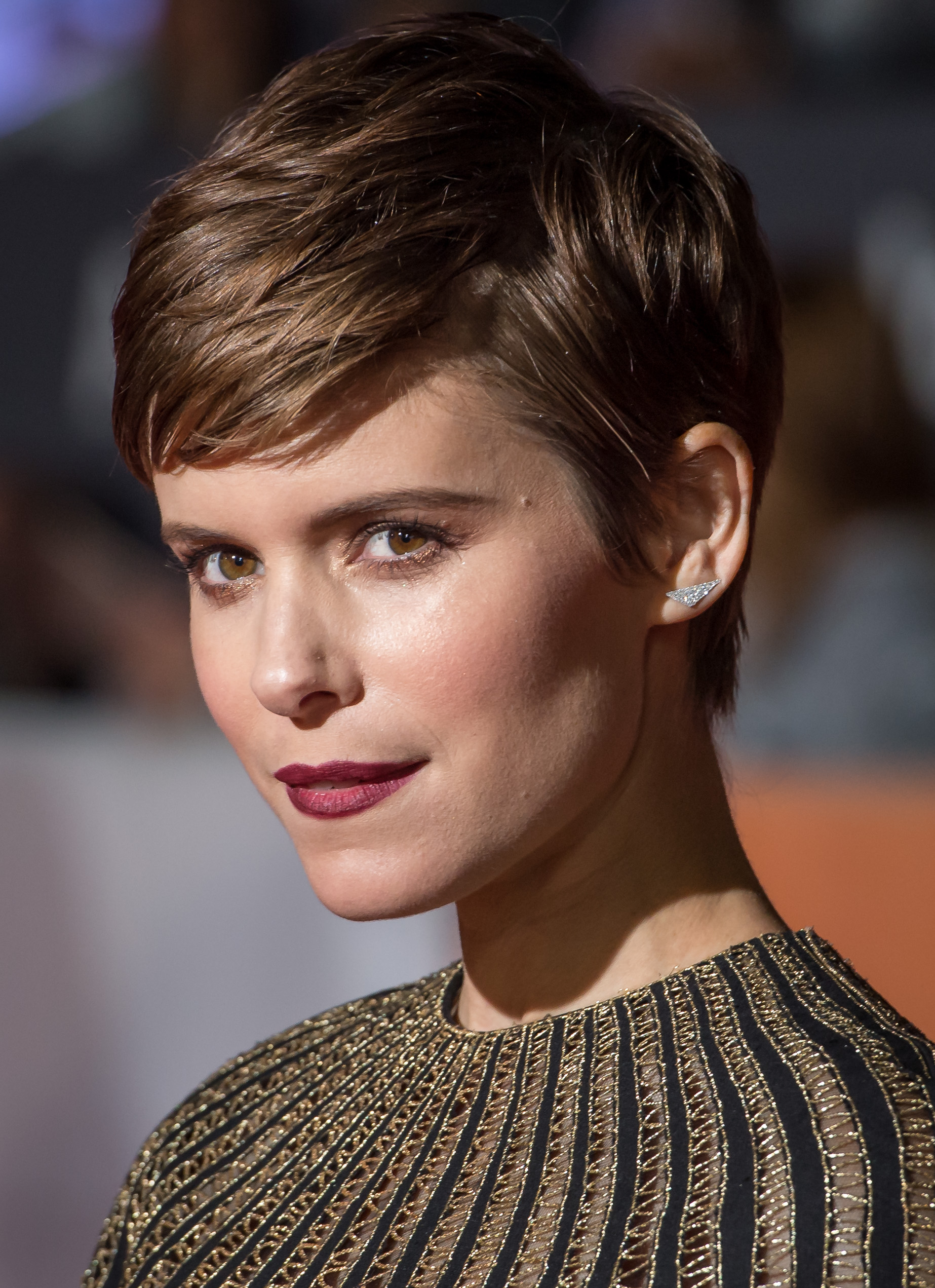
Kate Mara interpreta Kate
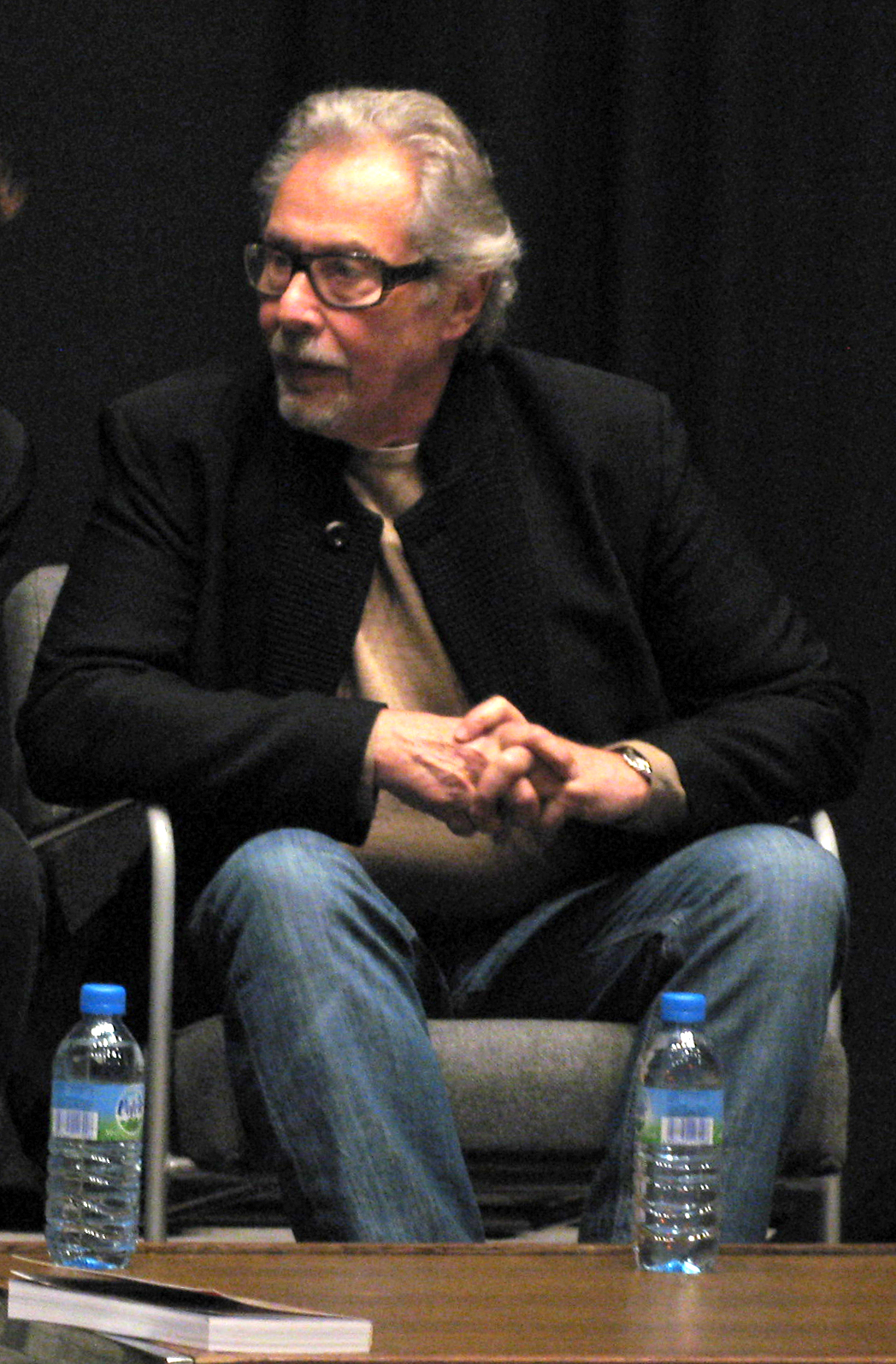
Mark Rydell interpreta Jacob
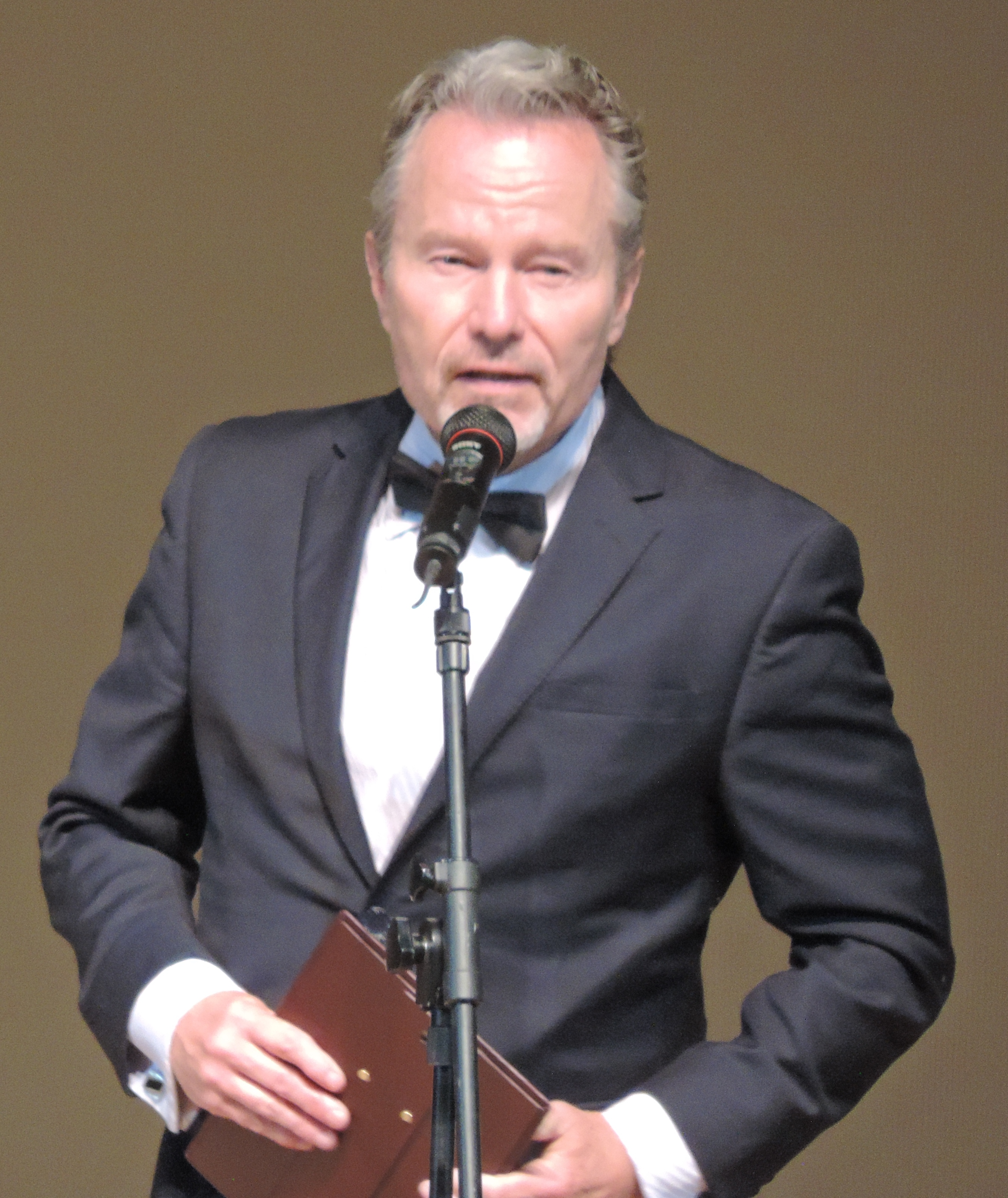
John Savage interpreta Daniel Maxwell

### Introdotti nella seconda stagione
- Linda Abbott (stagione 2), interpretata da Marcia Cross, doppiata da Beatrice Margiotti. È la sorella di Harold, pure lei è un medico, è tutta l'opposto del fratello, infatti è una persona simpatica che vive da cosmopolita, oltre al fatto che ha con la madre Edna un rapporto migliore. Edna è sempre stata fiera di lei perché, contrariamente alla madre e al fratello la cui vita è sempre stata circoscritta a Everwood, Linda invece ha avuto modo di viaggiare, questa però, contemporaneamente, è anche la ragione per cui Harold è un po' ostile con lei, sentendo che Linda ha praticamente abbandonato la famiglia avendo dedicato la sua esistenza a viaggiare, non è nemmeno venuta al funerale del padre. Anche se Harold è un po' burbero e retrogrado, Linda trova divertenti questi aspetti del suo carattere, nonostante tutto tra i due c'è un profondo affetto, Harold è un uomo protettivo che ama la famiglia, è questo lato di lui che spinge Linda ad apprezzare suo fratello. Quando Edna si separò per tre anni dai figli (Linda e Harold erano ancora due bambini) per andare in Vietnam come infermiera, Linda la prese come modello di riferimento, questo è il motivo per cui lei ha sempre viaggiato per lavoro, infatti quell'evento influenzò sia la vita di Linda che quella di Harold, seppur in due modi diversi: Harold divenne un uomo consuetudinario mentre Linda ha viaggiato in continenti diversi dedicandosi al suo lavoro di medico. Si è anche unita ai medici senza frontiere dove ha prestato servizio in Africa, è stata in Bangladesh e in Congo. Linda ha contratto l'AIDS mentre in Congo aveva vanamente tentato di prestare soccorso a un bambino gravemente ferito, non solo il bambino è morto ma il suo sangue si è mischiato con quello di Linda la quale si era ferita. Lei è andata in Cina sperando di poter trarre benefici dalla medicina alternativa pur di stare meglio, finendo con l'appassionarsene, tanto che apprende l'agopuntura, vivendo a Pechino ha insegnato all'università. I sintomi dell'AIDS non sono ancora emersi, ormai Linda sentendo la mancanza di una famiglia a cui aggrapparsi, decide di convertirsi a una vita più sedimentaria, torna a vivere a Everwood lavorando nella clinica di Harold, al fianco del fratello, anche se quest'ultimo all'inizio era ostile all'idea che Linda tornasse a vivere a Everwood accetta di farla lavorare con lui. Quando Linda e Andy si conoscono tra i due è subito attrazione, Andy inizia a corteggiarla e i due si mettono insieme, in un primo momento Delia disapprovava la loro relazione mostrando verso Linda un atteggiamento livoroso, ma poi la prende in simpatia. Linda è la prima donna che Andy ha amato dalla morte di Julia. Linda ci mette un po' di tempo prima di confessare a Andy, Edna e Harold dell'AIDS, la cosa poi degenera quando lo scopre anche Delia, avendola vista mentre assumeva dei farmaci. Quando Linda le spiega della malattia, la bambina finisce col raccontarlo alla sua amica Brittany, la voce si sparge e adesso tutta Everwood è contro la clinica degli Abbott, Linda prendendo coscienza di aver sbagliato a non mettere tutti al corrente dell'AIDS si licenzia. Andy purtroppo la lascia, anche se desiderava stare con lei, capisce di avere dei doveri verso i propri figli, comprendendo quanti rischi correrebbe la propria famiglia se lui continuasse a rimanere sentimentalmente legato a una donna malata, non potendo prevedere se o quando l'AIDS possa emergere e metterla in pericolo. Linda, non avendo più un lavoro né tanto meno l'amore di Andy, decide di unirsi nuovamente ai medici senza frontiere facendo tappa in Namibia, ma questa volta a spingerla a partire non è il desiderio di viaggiare, infatti Linda desiderava realmente rimanere a Everwood, ma alla luce dei fatti lì non ha più prospettive. Anche se Harold ci teneva che lei restasse, accetta di lasciarla partire capendo che ormai a Everwood non c'è nulla che possa trattenerla, lui e Linda si salutano con affetto.

- Madison Kellner (stagioni 2-3), interpretata da Sarah Lancaster, doppiata da Deborah Ciccorelli. Ragazza che frequenta l'università, inoltre è una cantante, ha una sua band chiamata "Joe Lies!" viene assunta da Andy come baby sitter per Delia. È una ragazza avvenente, ma anche gentile, sensibile e affettuosa, inoltre è molto emancipata vivendo in una casa tutta sua, il padre abbandonò la famiglia mentre con la madre, una donna molto bigotta, ha un pessimo rapporto. Delia si affeziona a lei tanto da ammettere che in fondo la considera praticamente un'amica. All'inizio Ephram e Madison si prendono in antipatia, ma poi imparano a conoscersi meglio e capiscono di amarsi, ciò genera in lei un iniziale senso di disagio dato che egli è ancora un liceale e ha quattro anni meno di lei. Tuttavia Madison, non riuscendo più a reprimere i suoi sentimenti per Ephram, intraprende con lui una relazione, Madison ha rappresentato per Ephram il primo amore giovanile, con lei perde la sua verginità. Purtroppo col protrarsi della loro relazione Ephram diventa sempre più insicuro, non si sente all'altezza di Madison anche perché lei non riesce ad affrontare il loro rapporto con il suo stesso entusiasmo: ogni volta che Ephram tenta di farle comprendere quanto Madison è importante per lui, la ragazza diventa sempre più titubante, infatti anche se Madison lo ama per davvero non è capace di dimostrarglielo. Madison e Ephram convengono che la cosa giusta è porre fine al loro rapporto, tra l'altro Delia preferisce non averla più come baby sitter, infatti anche se le vuole bene ha capito che Ephram non sarebbe felice se, dopo la loro rottura, Madison continuasse a frequentare le loro famiglia. Madison scopre di essere incinta, aspetta un figlio da Ephram, e benché desiderasse dirglielo, lo confida prima a Andy che le chiede di non farne parola con Ephram, temendo che se fosse coinvolto nella gravidanza ciò sarebbe a scapito della sua adolescenza. Andy si limita a darle del denaro, ma Madison, ritenendo di aver commesso uno sbaglio a dare ascolto a Andy, sentendosi smarrita per non aver potuto contare sul sostegno di Ephram, e non avendo l'amore di una famiglia che si prenda cura di lei, decide di lasciare il Colorado. Solo in seguito Madison e Ephram hanno modo di rivedersi, e lei gli confessa di aver avuto un figlio da lui, infatti ha dato il bambino in adozione a una famiglia che vive in California. Madison rinuncia alle proprie ambizioni, infatti lascia la band e l'università, si trasferisce a New York riuscendo a sistemarsi grazie all'aiuto del fratello, si mantiene da vivere lavorando come cameriera.

- Tommy Callahan (stagione 2), interpretato da Paul Wesley, doppiato da Marco Vivio. Ragazzo di bassa estrazione sociale, il padre abbandonò lui e la moglie portando con sé tutti i soldi, Tommy e sua madre furono costretti a rinunciare alla casa e a trasferirsi in un prefabbricato. Ha avuto dei precedenti penali per possesso di crack e per aver appiccato un incendio, Tommy è un tossico e spaccia droga. Viene mandato in un centro per disintossicarsi, dopo sei mesi di cura appare più sereno, inizia a lavorare come commesso in una farmacia. Conosce Amy e i due si prendono subito in simpatia, tanto che iniziano a uscire insieme, Tommy diventa il suo fidanzato, quella con Tommy è stata la sua prima relazione seria dopo la morte di Colin. Harold e Rose, alla luce dei problemi che Tommy ha avuto con la legge impongono in tutti i modi a Amy di non frequentarlo, tuttavia è inutile, Amy vede in Tommy un bravo ragazzo. Le preoccupazioni dei genitori di Amy si rivelano tutt'altro che infondate, infatti Tommy non si è allontanato dal giro della delinquenza come aveva fatto credere, egli spaccia ancora droga, come lui stesso afferma è principalmente un modo per guadagnare soldi e aiutare la famiglia. Amy scopre che, oltre a vendere droga, Tommy a sua volta ne fa uso, anche se è evidente che stare con lui la rende infelice, Amy non ha il coraggio di lasciarlo, si illude di poterlo cambiare. Tommy porta Amy a una festa e, oltre a ubriacarsi, Tommy fa uso di GHB dandola anche a Amy, il ragazzo ha quasi rischiato di morire a cuasa di un'overdose ma Amy che prontamente fa intervenire Harold, fa sì che suo padre lo salvi. Tommy, mortificato, tenta di farsi perdonare da Amy, ma lei dopo quanto accaduto decide di lasciarlo, capendo che Tommy è un bugiardo e che non è pronto per responsabilizzarsi. Tommy in seguito non fa più apparizioni, viene comunque menzionato nell'episodio "Per amore dei figli" dove si apprende che è entrato in una comunità di recupero tentando ancora una volta di disintossicarsi.

- Will Cleveland (stagioni 2-3), interpretato da James Earl Jones, doppiato da Vittorio Di Prima. È un anziano che lavora come minatore, in passato era un pianista jazz. Ephram, incontrando Will per puro caso, scopre del suo passato di musicista, Will inizia a fargli da mentore. Ephram ammette di non aver mai sentito nessuno suonare il jazz con il pianoforte meglio di Will, ciò che più ama della sua compagnia è la vivida passione con cui Will si relaziona con la musica. Rischia di morire durante un crollo nella miniera dove lavora, viene salvato da Andy, ma come conseguenza di quanto avvenuto Will inizia a perdere l'udito. Nella quarta stagione si apprende che Will è morto.

- Herbert e Carol Roberts (stagione 2), interpretati da Richard Herd e Betty White, doppiati da Gianni Bonagura e Miranda Bonansea. Sono i genitori di Rose. Harold prova un forte disagio a causa della loro presenza, non tanto per Herbert quando per Carol, essendo una donna cinica e pretenziosa, non ha mai ritenuto Harold degno di Rose. Herbert al contrario della moglie si rivela un uomo comprensivo, anche se Rose si sforza di essere gentile con Carol ha sempre disprezzato la sua figura come madre, dato che è sua abitudine umiliare sempre i figli, a detta di Herbert è solo colpa di Carol se lui e la moglie sono soli e nessuno si prende mai la briga di andarli a trovare.

- Jay (stagione 2), interpretato da Charlie Weber, doppiato da Alessandro Quarta. È l'ex ragazzo di Madison, suona con lei nei Joe Lies! prova antipatia per Ephram, da lui ricambiata. È ancora attratto da Madison, implicitamente è per via dell'arroganza di Jay che la loro relazione non ha funzionato. Jay è stato il primo a capire Madison è innamorata di Ephram, e quando si mettono insieme Jay non manca occasione per provocare il ragazzo. L'astio tra Jay e Ephram culmina in una rissa tra i due. Si scopre in seguito che Jay, anche dopo che Madison abbandona i Joe Lies! è ancora un membro della band.

- Ada (stagioni 2 e 4), interpretata da Kelly Carlson, doppiata da Federica De Bortoli. Gestisce un negozio di maglieria (Ada's) che in realtà funge da copertura, lei infatti vende documenti falsi. Ada e Bright sono buoni amici, tra i due c'è anche attrazione, tanto che, nonostante Bright abbia una relazione con Hannah, la tradisce con Ada facendo sesso con lei. Bright non tarda a pentirsi del suo tradimento, ne paga il prezzo quando Hannah lo lascia non potendo perdonargli di essergli stato infedele con Ada.

- Justin (stagioni 2-3), interpretato da Eyal Podell, doppiato da David Chevalier. È un uomo che soffre di balbuzie, questa sua patologia lo ha spinto a vivere nell'insicurezza, anche frequentando delle donne ha sempre faticato a coltivare le sue relazioni affettiva. Andy lo prende in simpatia, Justine a sua volta apprezza l'indole altruista del medico, addirittura Andy decide di aiutarlo a conquistare Kirsten, l'amica di Justin di cui lui è segretamente innamorato. Andy gli dà una mano con la sua dichiarazione d'amore, ma Kirsten purtroppo non ricambia i sentimenti di Justin. Quest'ultimo, comunque, ammette di essere soddisfatto, anche se Kirsten non lo ama ha trovato per la prima volta il coraggio di combattere le proprie paure.

- Chris Beals (stagione 3), interpretato da Ben Weber, doppiato da Alberto Bognanni. Lavora nel liceo di Everwood come consulente scolastico, mette passione nel lavoro anche se lo trova poco gratificante, dato che il suo è un impiego precario, Chris infatti non ha un contratto a tempo indeterminato, tanto che la moglie Ellie per guadagnare più soldi lavora in una miniera. Ha sempre voluto diventare padre, ma è costretto a rinunciare a tale possibilità quando a Ellie viene fatta un'isterectomia d'urgenza quando rischiava di morire mentre era a lavoro, durante il crollo della miniera. Chris è stato di sostegno a Amy e Bright quando Colin è morto, aiutandoli a trovare un maggiore equilibrio nella loro vita scolastica, in particolare con Bright supportandolo a esprimersi meglio nello studio.

- Brittany Clark (stagioni 2-4), interpretata da Whitney Lee, doppiata da Giulia Tarquini. Compagna di scuola di Delia, diventa la sua migliore amica, l'amicizia con Brittany mette in evidenza come Delia, dal suo trasferimento a Everwood, abbia superato la sua iniziale incapacità di allacciare dei rapporti con i suoi coetanei. Qualche volta litigano, ma nonostante tutto sono affezionate l'una all'altra. I genitori di Brittany hanno divorziato, il padre si è risposato, Brittany vive con lui e la matrigna.

- Mindy (stagioni 2-3), interpretata da Erinn Hayes, doppiata da Claudia Razzi. È un'amica di Madison, è una ragazza gentile e vuole molto bene a Madison, dividono insieme la casa. Nei primi tempi Mindy è stata vicina a Madison quando quest'ultima scopre di aspettare un figlio da Ephram, ma poi si separano quando Mindy lascia il Colorado.

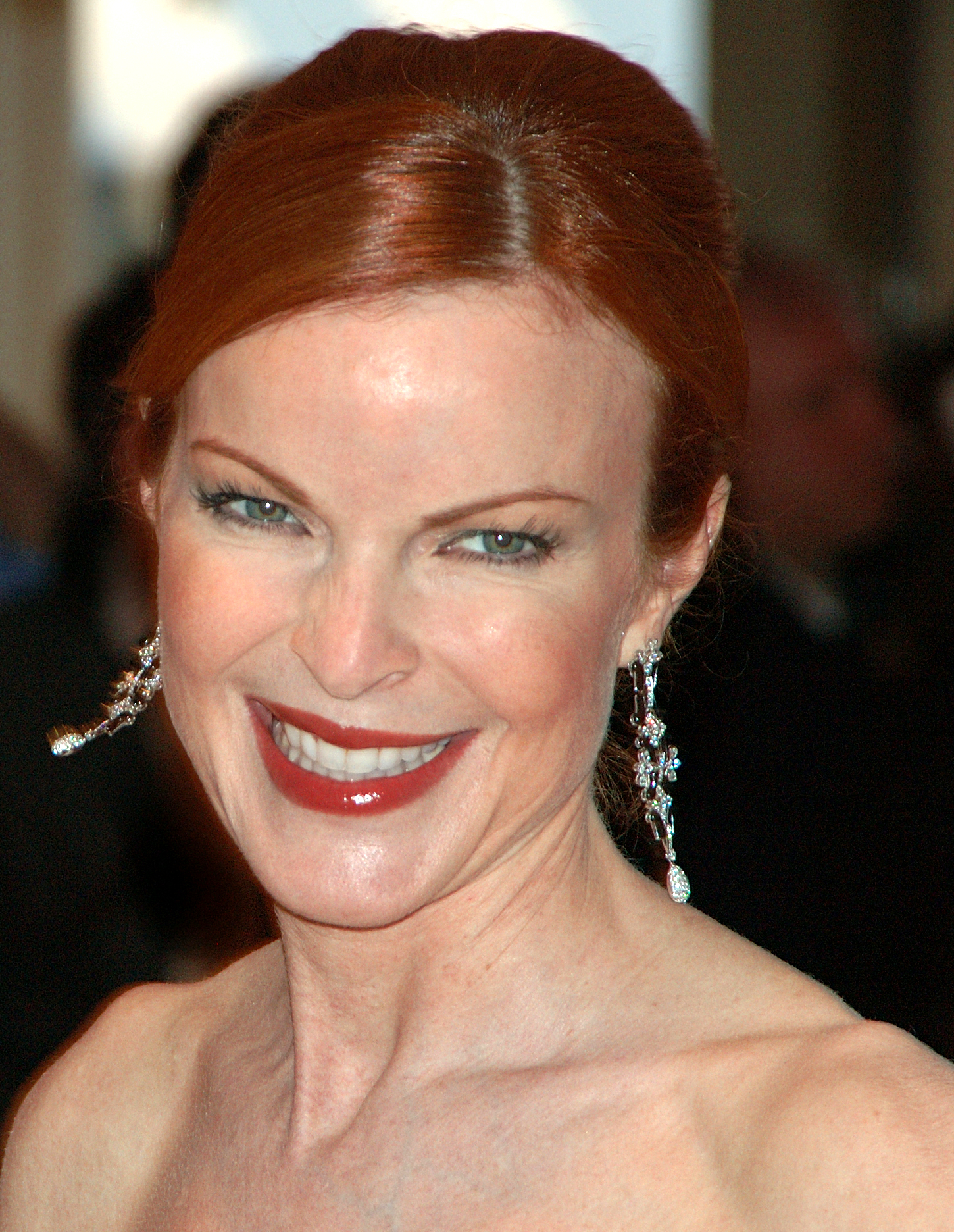
Marcia Cross interpreta Linda Abbott
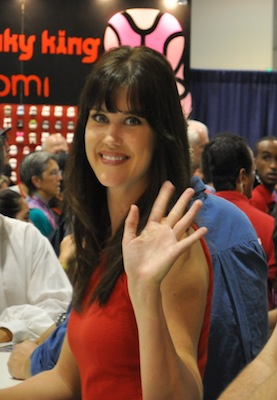
Sarah Lancaster interpreta Madison Kellner
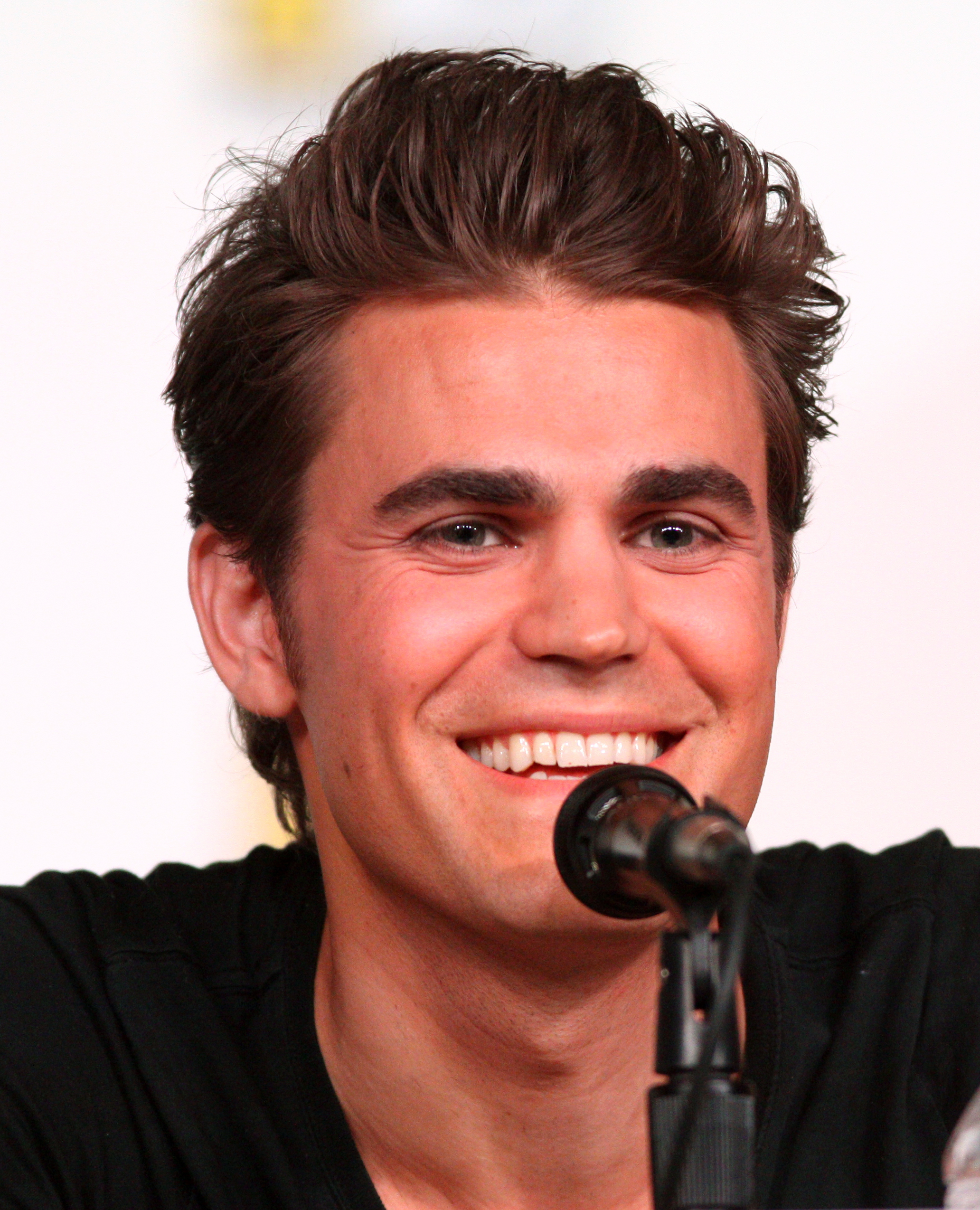
Paul Wesley interpreta Tommy Callahan
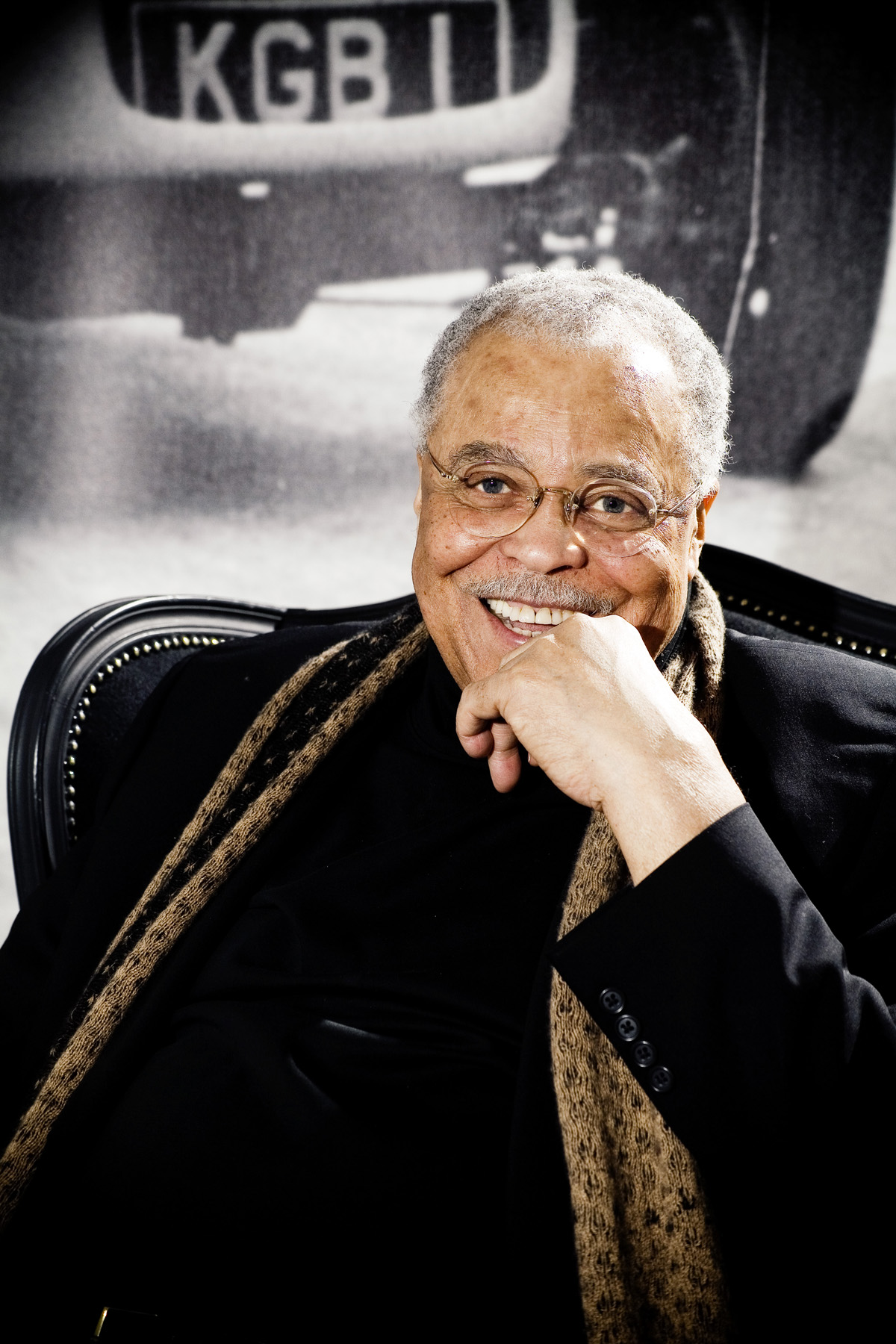
James Earl Jones interpreta Will Cleveland
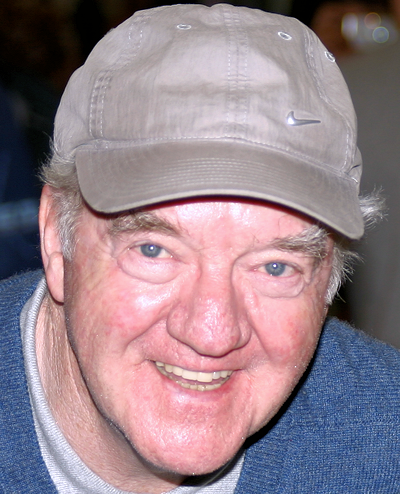
Richard Herd interpreta Herbert Roberts
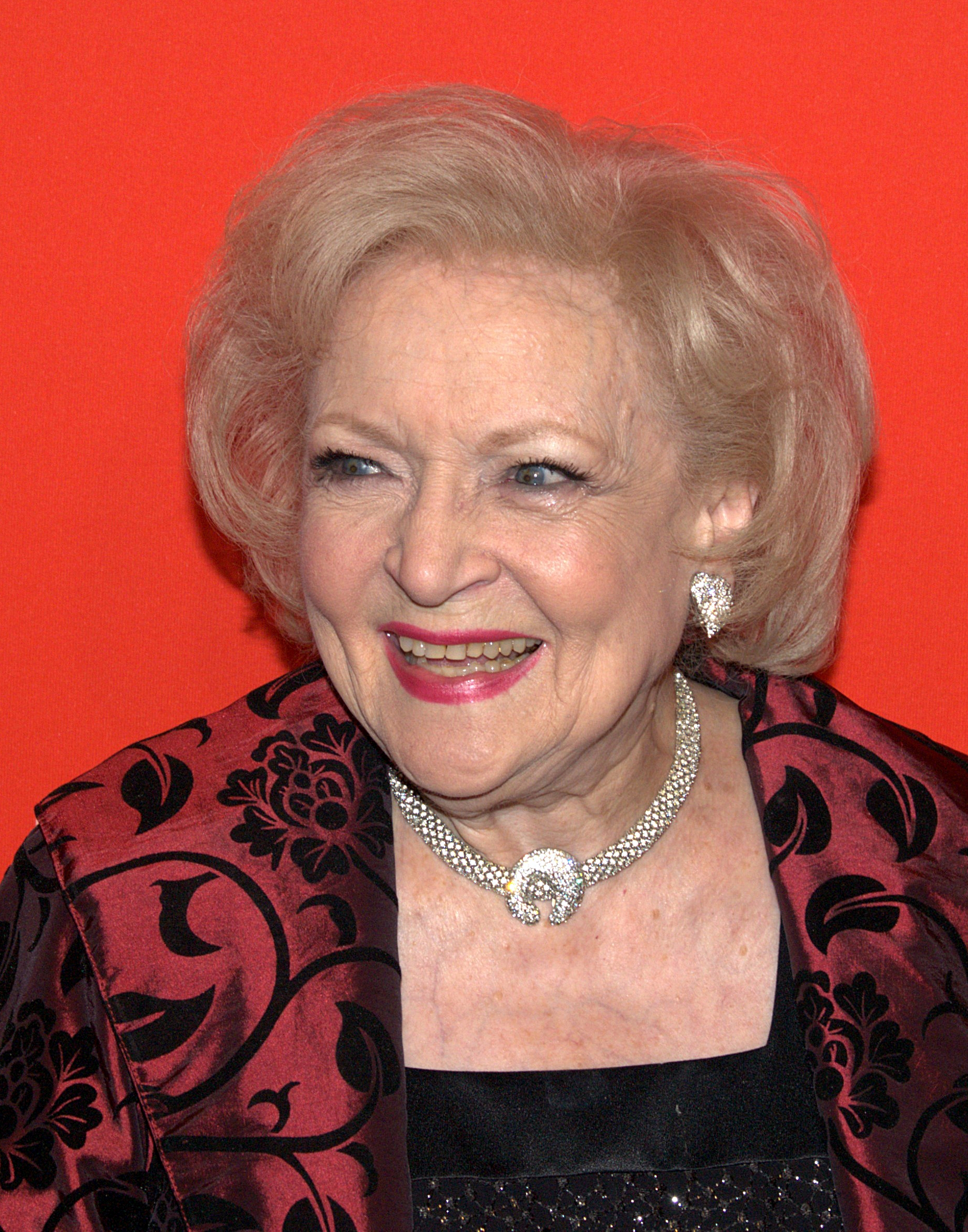
Betty White interpreta Carol Roberts
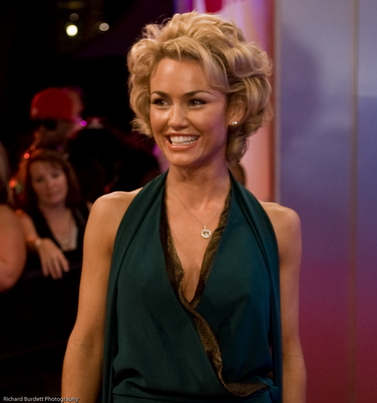
Kelly Carlson interpreta Ada
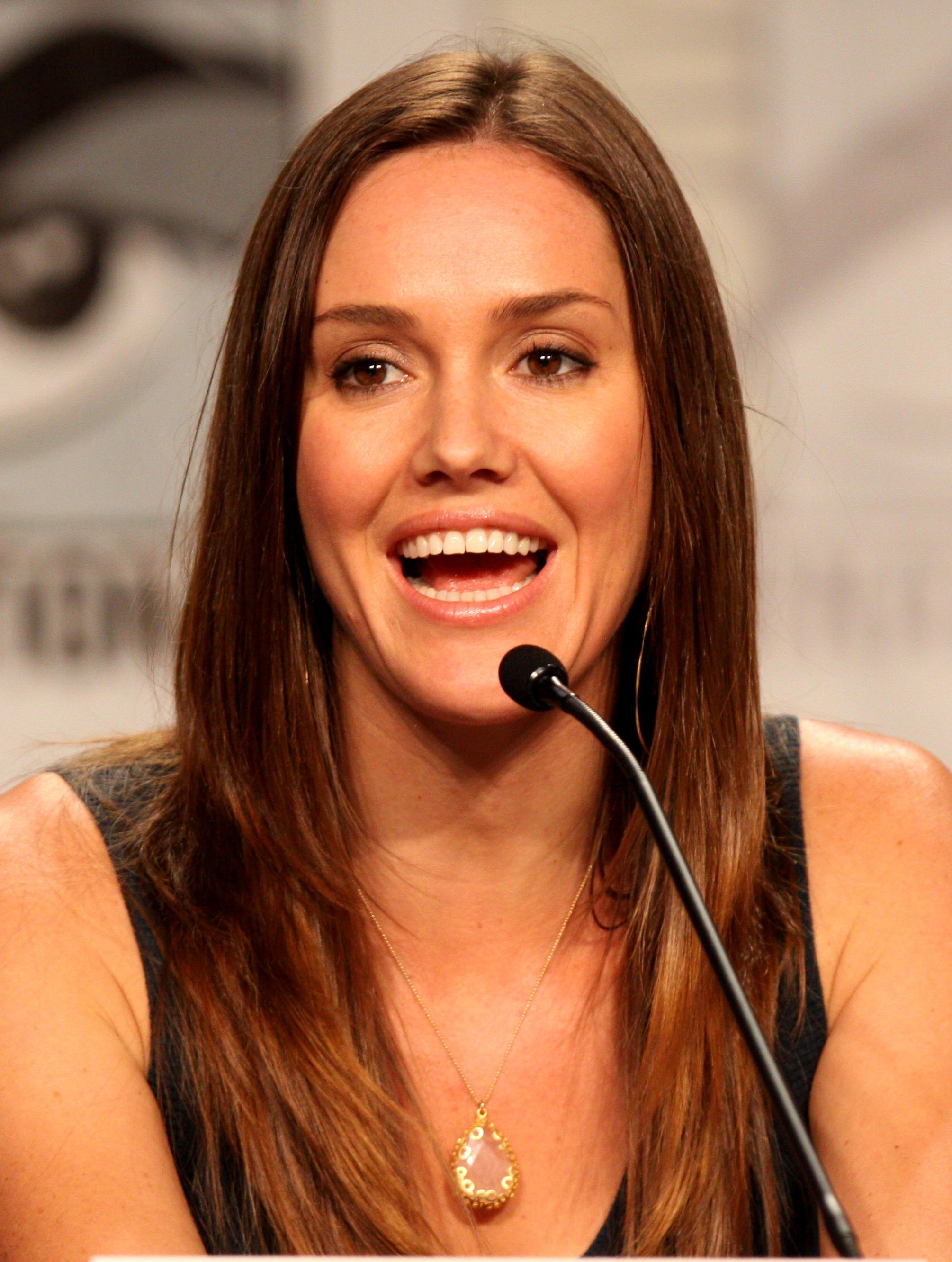
Erinn Hayes interpreta Mindy

### Introdotti nella terza stagione
- Jake Hartman (stagioni 3-4), interpretato da Scott Wolf, doppiato da Fabrizio Manfredi. È un medico che si trasferisce a Everwood da Los Angeles, quando Harold è costretto a chiudere il proprio ambulatorio lo affitta a Jake che la trasforma nella propria clinica medica, con Edna che lo aiuta come infermiera. In passato il padre di Jake era stato un paziente del padre di Harold. Qualche volta fa ricorso al lifting, ciò gli permette di apparire più giovane, nel tempo libero gli piace dedicarsi ad attività sportive, è quasi sempre di buon umore, lavora con passione e gli piace porsi degli obiettivi, è una persona gentile, tuttavia a volte si rivela orgoglioso e insicuro. Jake, quando esercitava a Los Angeles, frequentava l'alta società grazie alla sua posizione come medico: infatti frequentava gli ambienti altolocati perché concedeva farmaci evitando prescrizioni ufficiali. Jake purtroppo iniziò a fare uso di pillole, divenne una dipendenza, le cose peggiorarono quando un giovane attore morì per aver abusato dei farmaci senza prescrizione che Jake gli aveva dato. Pur di non essere radiato dall'albo accettò come accordo di disintossicarsi, andò in una clinica a Carbondale e dopo essersi ripulito ha scelto di stabilirsi a Everwood. Si innamora di Nina dal momento in cui la conosce, ma i suoi tentativi di conquistarla non gli valgono a nulla, lei è innamorata di Andy. Le cose cambiano quando, iniziando a frequentarlo, Nina capisce di corrispondere i sentimenti di Jake, il quale si affeziona molto anche a Sam. Jake, innamorandosi di Nina come prima non gli era mai capitato, va a vivere con lei e Sam. Fondamentalmente lui e Andy diventano buoni amici, ma Jake non riesce ad accettare totalmente l'amicizia che lo lega a Nina, essendo consapevole che loro due, nel profondo, si amano. Tuttavia Nina, nonostante Andy le avesse chiesto di stare con lui, lo rifiuta, ormai ama Jake per davvero e non vuole rinunciare a lui. Jake aiuta Nina ad aprire un proprio ristorante, il Sam's e pur di aumentare i fatturato della clinica offre un servizio di iniezione di lifting. Purtroppo Jake, assorbito dal lavoro, per combattere lo stress, ricade nell'abuso di farmaci, vedendo come ciò stava danneggiando il rapporto con Nina, decide di tornare alla clinica di Carbondale, smette di assumere farmaci e ritrova la propria serenità. Dopo questa esperienza Jake decide di mettere in piedi un gruppo di auto-aiuto per le dipendenze, la sua iniziativa riscuote successo tanto che dei finanziatori gli propongono un'ampliazione del programma in larga scala. La relazione tra Jake e Nina entra in crisi, non solo Jake mette la carriera prima di lei, ma non desidera avere un figlio nonostante Nina ci tenta ad avere un altro bambino. Jake propone a Nina di trasferirsi a Los Angeles con lui, infatti Jake deve seguire un corso di preparazione per dirigere il programma di aiuto contro le dipendenze, e vorrebbe che lei e Sam lo seguissero. Nina è combattuta, lei e Andy faticano sempre di più a soffocare il loro amore, tuttavia Nina accetta di partire per Los Angeles. Ma, all'ultimo momento, Jake la lascia capendo che Andy è l'amore della sua vita, infatti il problema non è che Nina non sia innamorata di Jake, perché lei ricambia i sentimenti che Jake prova nei suoi confronti, ma in definitiva ama Andy più di lui. Jake e Nina si separano senza rancore, Jake parte per Los Angeles con la sola consolazione di aver trascorso con Nina il periodo più felice della propria vita.

- Hannah Katherine Rogers (stagioni 3-4), interpretata da Sarah Drew, doppiata da Gemma Donati. È una ragazza adolescente che si trasferisce da Lakefield a Everwood abitando a casa di Nina essendo quest'ultima una cara amica di sua madre. Si iscrive al liceo diventando compagna di scuola di Ephram e Amy, stringe con quest'ultima una profonda amicizia, Hannah infatti diventa la sua migliore amica. La famiglia di Hannah è crollata a pezzi quando emerse la malattia del padre, la Corea di Huntington, i primi sintomi della malattia si sono manifestati quando Hannah aveva solo otto anni, non è stato facile per lei vedere la madre spesarsi solo per accudire il marito, tra l'altro il fratello maggiore di Hannah non ha mai voluto fare il test per vedere se anche lui è malato come il padre, per tale ragione lui e la madre hanno smesso di parlarsi, e dato che è andato all'università, Hannah sentendosi sola accetta l'offerta della madre di mandarla a vivere con Nina a Everwood, anche solo per non dover vedere il padre mentre peggiora. Hannah è di fede episcopale, è una ragazza timida, introversa e insicura, tanto che non si sente a suo agio con la propria femminilità, inoltre non ha nemmeno dei passatempi, tutto ciò è chiaramente sintomatico della paura di poter avere anche lei come suo padre la Corea di Huntington, per molto tempo non ha avuto il coraggio di fare il test per paura dell'esito incerto, quindi temendo di poter morire in giovane età non si è mai dedicata molto alla sua vita, diventando una persona timorata, addirittura evita persino di legarsi sentimentalmente ai ragazzi. Si innamora di Bright dal momento in cui lo conosce ma lui (abituato a uscire con ragazze più avvenenti e disinvolte) non la ricambia pur intuendo che Hannah prova per lui dei sentimenti. Bright preferisce essere per lei solo un amico, ma poi inizia a capire che i sentimenti di Hannah verso di lui sono corrisposti, e infatti si mettono insieme e Bright le dà il coraggio di fare il test che si rivela negativo, finalmente non deve più vivere nella paura. Hannah è la prima ragazza di cui si innamora, ma la loro relazione non rende Bright soddisfatto come vorrebbe, il problema è che Hannah vuole conservare la propria verginità per il matrimonio, Bright essendo innamorato di lei a dispetto di tutto non ha la forza di lasciarla. Hannah inizia ad affrontare vari problemi, a cominciare dalla morte del padre, inoltre scopre che Bright l'ha tradita con Ada. Benché lui supplichi il perdono di Hannah essendo mortificato per l'errore commesso, lei è troppo ferita, non intende tornare con lui. Hannah inizia a uscire con un altro ragazzo di nome Nick, al massimo è disposta a restare al fianco di Bright solo come amica. Ad Hannah si presenta l'opportnità di lasciare Everwood quando viene ammessa all'Università di Notre Dame, ciò per Bright è la conferma che tra loro due è veramente finita e decide di accettarlo, voleva fare un tentativo per convincerla a restare a Everwood e benché fosse ottimista sul fatto che volendolo ci sarebbe riuscito, capisce che la cosa giusta per il loro rapporto è che Bright si limiti a essere per la sua ex ragazza solo un amico.

- Amanda Hayes (stagione 3), interpretata da Anne Heche, doppiata da Loredana Nicosia. È una donna sposata, costretta a prendersi cura del marito John, che per via dell'ischemia che lo ha colpito ormai è immobile e non riesce più a comunicare con ciò che lo circonda. Lei e suo marito hanno un figlio, Charlie. È una donna bella, intraprendente e sicura di sé, quando conosce Andy egli si offre di seguire il marito sperando di poterlo aiutare a riprendersi, ma la vicinanza con Amanda porta a una conseguenza inaspettata: lei e Andy si innamorano e diventano amanti. Andy è felice con lei, ma anche confuso, ritenendo immorale avere una relazione con una donna sposata, nonché moglie di un suo paziente, anche per questo lui e Amanda si impegnano per tenere la loro relazione segreta. Tuttavia Amanda si ritiene soltanto una donna single, già da tempo aveva smesso di amare John. Dopo la morte di Julia, stando con Amanda, per la prima volta Andy fa entrare la passione nella propria vita oltre al desiderio di costruire con una donna una relazione matura. Inaspettatamente le condizioni di John migliorano, finalmente ricomincia a parlare, nonostante l'amore per Andy, alla luce dei progressi che John ha fatto, Amanda lo lascia ritenendo che la cosa giusta sia dare la priorità a John e Charlie, di conseguenza Amanda lascia Everwood per trasferirsi in Oregon insieme alla famiglia.

- John Hayes (stagione 3), interpretato da Jason Beghe, doppiato da Massimo Lodolo. È il marito di Amanda e padre di Charlie, è un sismologo di successo. Pur amando la moglie, Amanda non riesce più a ricambiarlo, non accettando lo stile di vita borghese del marito. John decide di concederle il divorzio, anche se pretende di avere la custodia legale di Charlie, tuttavia viene colpito da un ictus che per cinque anni lo ha condannato all'immobilità e all'incapacità di parlare o comunicare. Amanda per tutto questo tempo si è presa cura di lui, anche se gli vuole bene, in realtà ha accudito John principalmente perché si sente in colpa nei suoi confronti dato che prima che fosse colto dall'ictus lo aveva ferito smettendo di amarlo. Andy lo prende come paziente e sotto le sue cure John inizia a fare dei progressi, tanto che viene accolto in una clinica nell'Oregon. Amanda, che intanto si è innamorata di Andy con il quale intraprende una relazione, decide di avviare le pratiche per il divorzio, ma poi tutto cambia quando John, avendo fatto molti progressi, ricomincia a parlare, è chiaramente in via di guarigione. Amanda decide di tornare con lui, comprendendo che la sua vita è al fianco della propria famiglia.

- Charlie Hayes (stagione 3), interpretato da Shane Ashton Haboucha. È il figlio di Amanda e John, nonché compagno di scuola di Delia. All'inizio tra Delia e Charlie c'era dell'attrazione, tanto che i due si sono anche baciati alla festa di compleanno di Delia, ma in seguito emerge che tra loro due non c'è molta simpatia reciproca, infatti non riescono ad andare d'accordo. Charlie è molto affezionato al padre, in effetti quando scopre che Amanda ha una relazione con Andy all'inizio non la prende bene, anche se poi decide di accettarlo pur di rendere sua madre felice. Tuttavia Charlie, Amanda e John tornano a essere una famiglia unita quando quest'ultimo inizia  a stare meglio, infatti Amanda lascia Andy e dunque lei e Charlie si trasferiscono in Oregon per stare dietro a John nella sua riabilitazione.

- Thoper (stagioni 3-4), interpretato da Lukas Behnken, doppiato da Alessandro Tiberi. Compagno di scuola di Ephram, Amy e Hannah, ha un debole per quest'ultima. Ragazzo timido e impacciato, nonostante tutto Hannah in parte ricambia la sua attrazione, tanto che si mettono insieme. Thoper è stato il suo primo ragazzo ma i sentimenti di Thoper sono praticamente unilaterali, Hannah infatti standogli vicino capisce di non provare niente per lui, infine lo lascia mettendosi con Bright.

- Brian Hartman (stagioni 3-4), interpretato da Tom Parker, doppiato da Fabio Boccanera. È il fratello minore di Jake, caratterialmente sono molto diversi, infatti Jake è una persona seria mentre Brian appare più superficiale e spensierato, tuttavia si vogliono molto bene. Di professione è un commercialista, un aspetto della personalità di Brian che a volte lo rende un po' antipatico agli occhi del fratello è il fatto che lui affronta i problemi in maniera troppo diretta, Brian si comporta così perché, per propria ammissione, preferisce affrontare la vita come il lavoro, affidandosi a ciò che considera pratico e razionale. A dispetto di tutto è un uomo simpatico, è molto apprensivo con Jake, tra l'altro è Brian che si occupa di gestire la contabilità del fratello.

- Dean (stagione 3), interpretato da Matthew Pohlson, doppiato da Edoardo Nordio. È un uomo che Andy prende come paziente, dopo aver tradito la moglie Mary ha contratto la clamidia. Anche se Andy voleva mettere in guardia Mary sulle infedeltà di Dean, il medico scopre che lei già sapeva che il marito la tradisce con altre donne, preferisce accettare tutto con rassegnazione. Tuttavia in seguito si apprende che Mary ha chiesto il divorzio a Dean dopo che quest'ultimo ha messo incinta una delle sue amanti.

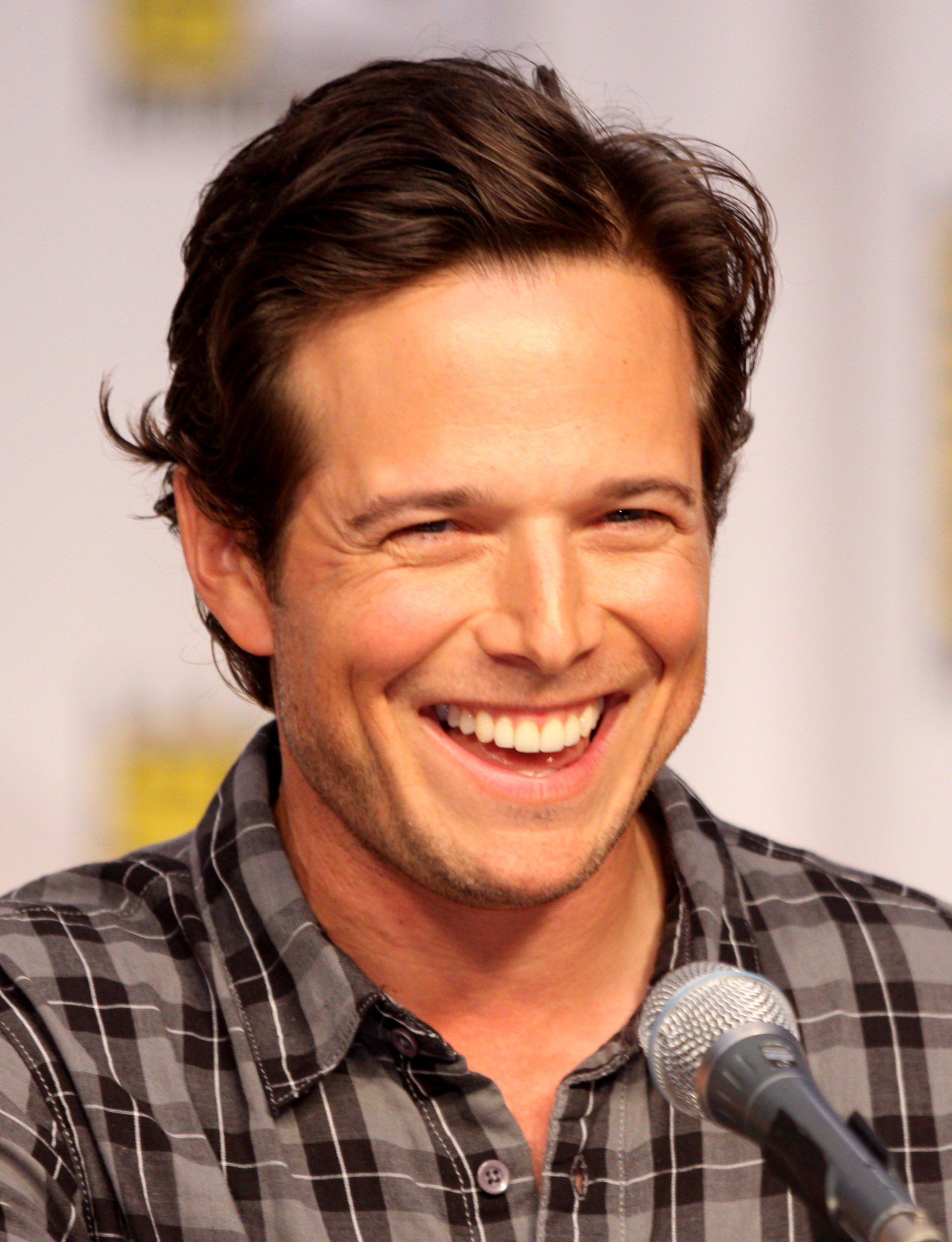
Scott Wolf interpreta Jake Hartman
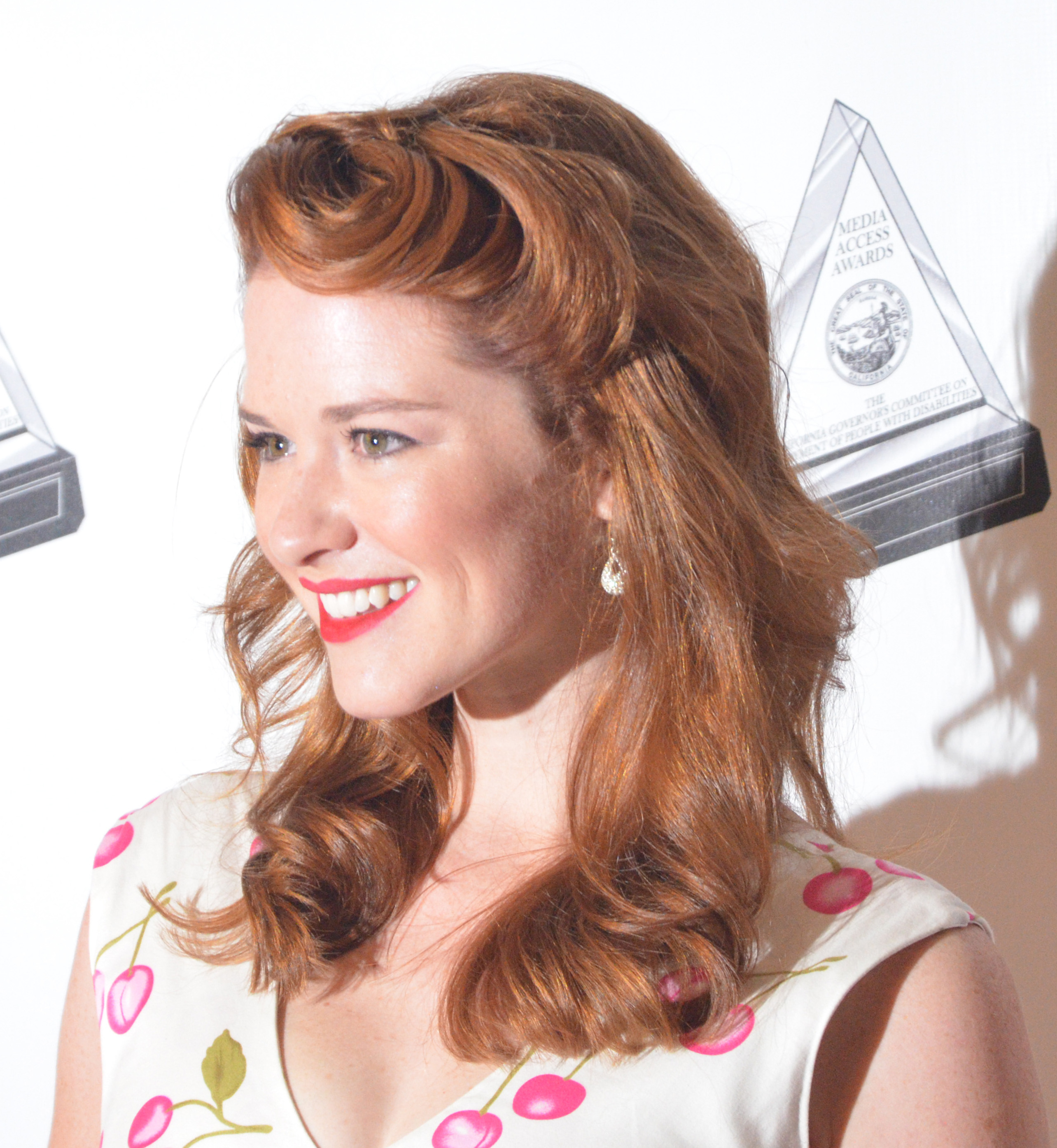
Sarah Drew interpreta Hannah Rogers
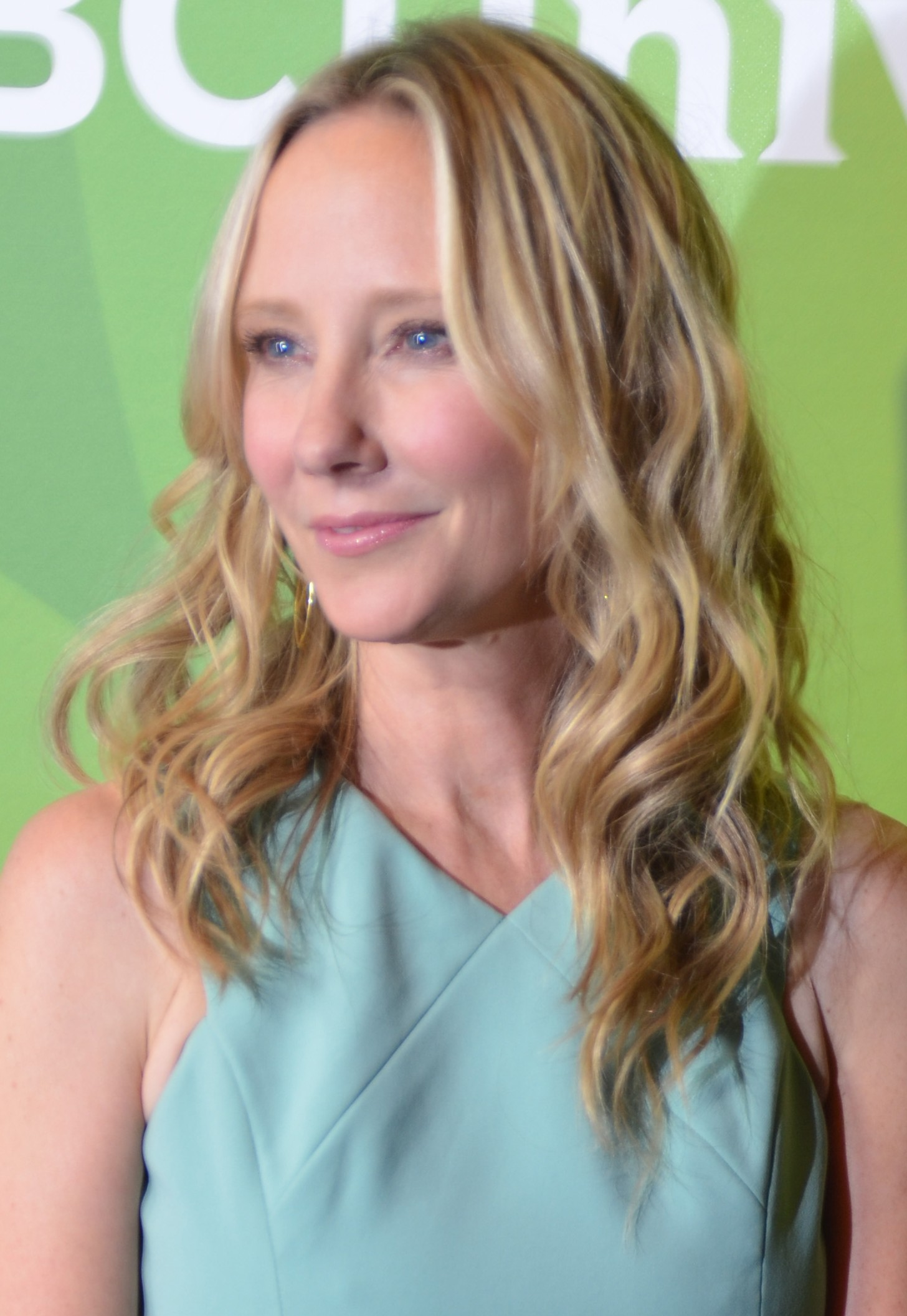
Anne Heche interpreta Amanda Hayes
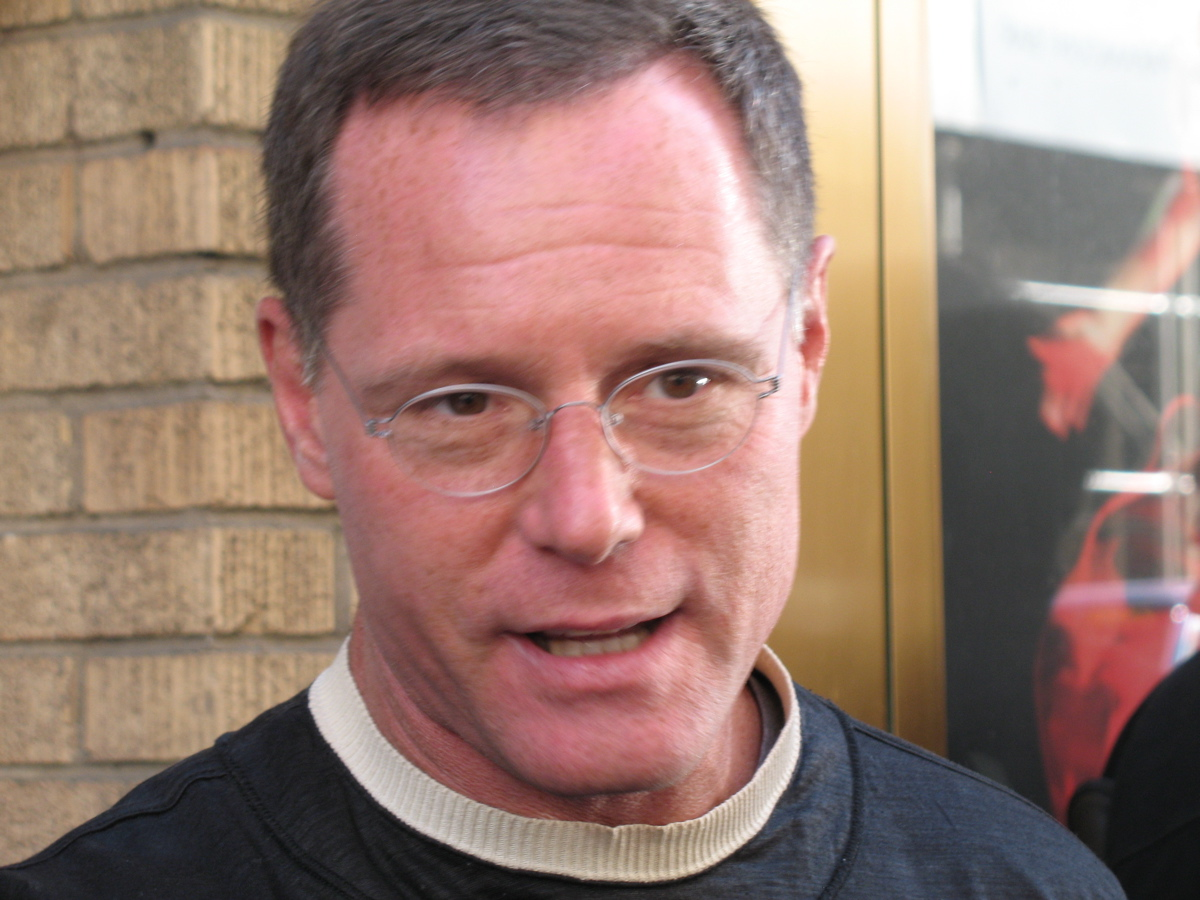
Jason Beghe interpreta John Hayes

### Introdotti nella quarta stagione
- Kyle Hunter (stagione 4), interpretato da Steven R. McQueen, doppiato da Alessio De Filippis. Studia nel liceo di Everwood, la sua passione è la musica jazz, desidera affermarsi come pianista, tanto che Ephram accetta di fargli da insegnante a titolo gratuito pur di farlo ammettere alla Juilliard. Il padre abbandonò Kyle e la moglie per stare con un'altra donna, da allora lui e il figlio hanno smesso di avere rapporti, suo padre non sembra nemmeno volere con lui una riconciliazione. Indirettamente è stato il padre di Kyle a incoraggiarlo alla musica, infatti quando Kyle era un bambino, gli regalò una tastiera giocattolo, è così che è nata la sua passione per il pianoforte. Kyle è molto simile a Ephram ai tempi in cui quest'ultimo era un liceale, anche se Kyle è molto più pretenzioso e arcigno di quanto lo fosse lui, oltre al fatto che non ha amici, odia il liceo e infatti aspira solo ad andarsene per studiare a New York. L'abbandono del padre ha inciso negativamente su di lui, infatti se Kyle è arrogante e indisciplinato è perché chiaramente risente della mancanza di un'autorevole figura maschile, tuttavia Ephram in qualche modo riesce a gestire il suo brutto carattere, Kyle col tempo impara a stimare Ephram, infatti è evidente che quest'ultimo ha su di lui una buona influenza. Si apprende poi che la vera ragione dell'isolamento Kyle dai suoi coetanei e il suo senso di frustrazione sono la conseguenza della sua omosessualità, Ephram in effetti lo stava già intuendo da solo, Kyle non ha il coraggio di ammettere di essere gay, ma grazie all'affetto di Ephram inizia a trovare un po' di serenità. Sostiene un provino alla Juilliard che gli vale una borsa di studio, lui e la madre possono finalmente trasferirsi a New York, tra l'altro Kyle le confessa di essere gay, infatti ormai sta sconfiggendo le sue insicurezze. Kyle esprime a Ephram la propria gratitudine riconosce l'impatto positivo che lui ha avuto su Kyle.

- Reid (stagione 4), interpretato da Justin Baldoni, doppiato da Marco Vivio. Frequenta l'università e diventa coinquilino di Ephram e Bright quando i due vanno a vivere insieme in un appartamento. Suo padre si guadagna da vivere costruendo porte, mentre il fratello di Reid soffre di bipolarismo e ciò a spinto il ragazzo a voler studiare medicina. Ephram a modo suo lo prende in simpatia anche se è un po' geloso dato che Reid e Amy sono attratti l'uno dall'altra, per un po' di tempo sono anche usciti insieme. Nel tempo libero gli piace fare attività fisica, esce con le ragazze con poca frequenza, infatti è concentrato principalmente sulle proprie ambizioni, ma poi si apprende che è tutta apparenza, per Reid l'ottimismo è solo un modo per mascherare i propri problemi, infatti è un ragazzo frustrato, non riesce a prendere buoni voti dato che non è portato per la medicina. Reid per orgoglio si rifiuta di rinunciare alla facoltà di medicina, dalla quale però viene espulso quando alcuni suoi compagni di corso lo denunciano per aver imbrogliato a un esame come maldestro tentativo di migliorare la sua media scolastica. Dopo quanto accaduto tenta il suicidio ingerendo dei sonniferi, viene salvato da Ephram che lo fa ricoverare in ospedale. Reid, sfuggito alla morte, ritrova un po' di stabilità, lascia Everwood e decide di tornare a vivere con la sua famiglia, nutrendo riconoscenza verso Ephram che gli ha impedito il suicidio.

- Eugene Brown (stagione 4), interpretato da Charles Durning, doppiato da Bruno Alessandro. È il padre di Andy. In passato lavorava come meccanico, lui e Andy non sono mai stati molto uniti, il principale problema è stata l'indifferenza che Andy percepiva da parte di Eugene, egli non si è mai interessato molto alla carriera scolastica di suo figlio quando Andy era giovane. Il loro rapporto è peggiorato con la morte della moglie di Eugene, a ucciderla è stata un'endocardite, in realtà Andy riteneva che ci sarebbero state maggiori possibilità di salvarla se Eugene avesse acconsentito a trasferirla in una clinica dove avrebbero potuto darle cure migliori, così come voleva Andy, ma per testardaggine il padre non diede il suo consenso e la madre di Andy morì. Eugene adesso ha una nuova compagna, dopo quindici anni senza tenersi in contatto con Andy, dopo aver saputo della morte di Julia, va a trovare Andy a Everwood, ha persino modo di conoscere Delia. All'inizio Andy ha faticato ad accettare la sua presenza, Eugene non ha voluto tentare di ricucire il loro rapporto perché credeva che Andy, reputandolo il principale responsabile della morte della madre, non lo avrebbe mai perdonato: ma poi capisce che ciò che ha ferito Andy è stata l'incapacità di Eugene di combattere per salvare il loro rapporto padre-figlio. Finalmente, dopo che Eugene e Andy si chiariscono, i due iniziano ad andare più d'accordo, Eugene riconosce come Andy sia diventato un uomo migliore di lui.

- Kathy (stagione 4), interpretata da Michelle Nolden, doppiata da Francesca Fiorentini. È una donna che soffre di schizofrenia, è molto legata a Harold il quale era un buon amico dei suoi genitori. Desiderosa di diventare madre, lei e suo marito James avranno una figlia, Lily. Purtroppo la vita di Kathy crolla a pezzi, James muore per anemia aplastica e come se non bastasse lei non riesce più a dominare la sua schizofrenia, conseguenza del fatto che durante la gravidanza non ha potuto assumere i suoi farmaci, infatti è diventata triste e poco desiderosa di voler accudire Lily, è implicito che ciò è sintomatico di una sindrome di depressione post-partum. Kathy lascia Everwood e affida Lily alle cure di Harold e Rose.

- Stephanie (stagione 4), interpretata da Luciana Carro, doppiata da Maria Letizia Scifoni. Ragazza che frequenta l'università della Colorado A&M, inizia a uscire con Ephram, tra i due c'è attrazione, lui è affascinato dal carattere autoritario e diretto di Stephanie. Arriva anche a presentarla alla famiglia, Delia la prende velocemente in simpatia. Amy è gelosa nel vederli insieme, anche se a Ephram piace Stephanie i suoi sentimenti per Amy dominano la sua mente: Ephram arriva ad ammettere che se non fosse innamorato di Amy, per lui Stephanie sarebbe la ragazza perfetta con cui stare. Proprio quando Ephram decide di avere con Stephanie una relazione seria, rinuncia a lei nell'ultimo episodio, quando Ephram ritorna con Amy, la sola ragazza che lui ama.

- Nick (stagione 4), interpretato da Christopher Egan, doppiato da Stefano Crescentini. Ragazzo che viene dall'Australia, compagno di università di Amy alla Colorado A&M. È un ragazzo gentile e simpatico, è di fede episcopale. Amy lo presenta ad Hannah, i due iniziano a uscire insieme, Nick è visibilmente attratto da lei, la quale infatti lo corrisponde. Nick è il primo ragazzo con cui esce dopo la recente rottura con Bright, in compagnia di Nick lei si sente a suo agio, infatti ciò sancisce la fine della relazione tra Hannah e Bright dato che lei non è più intenzionata a tornare con quest'ultimo. Nick non viene menzionato nel finale della serie, ma si può supporre che lui e Hannah stanno ancora insieme.

- Laurie Fields (stagione 4), interpretata da Leslie Hope, doppiata da Roberta Greganti. Docente dell'università Colorado A&M che insegna alla facoltà di studio femminile. Amy è una sua studentessa, lei e Laurie si prendono in simpatia, la ragazza si trova a suo agio in compagnia di Laurie dato che, oltre a essere una donna gentile, è una figura carismatica. Oltre al suo lavoro di insegnante, Laurie presta aiuto anche in un consultorio femminile.

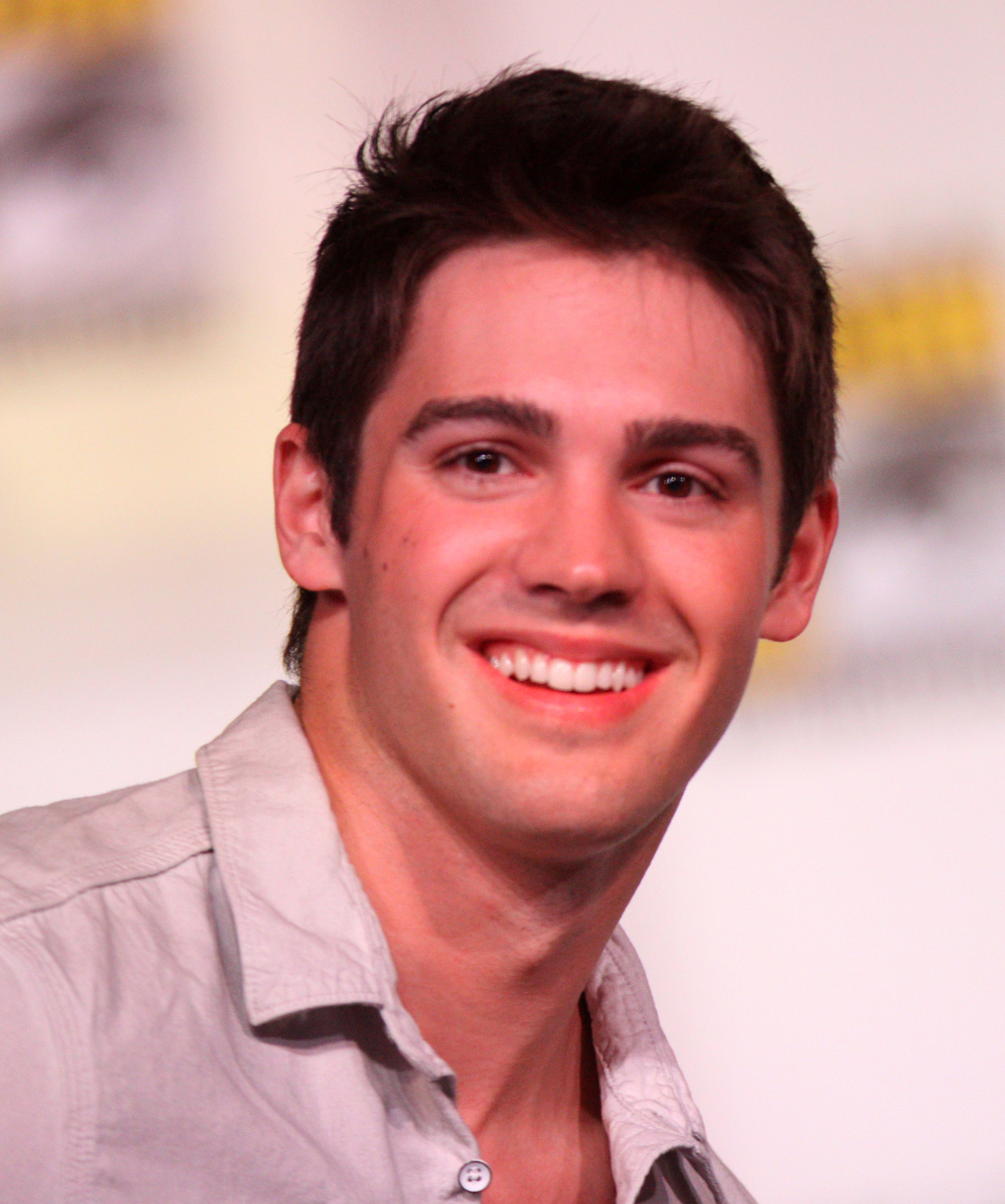
Steven R. McQueen interpreta Kyle Hunter
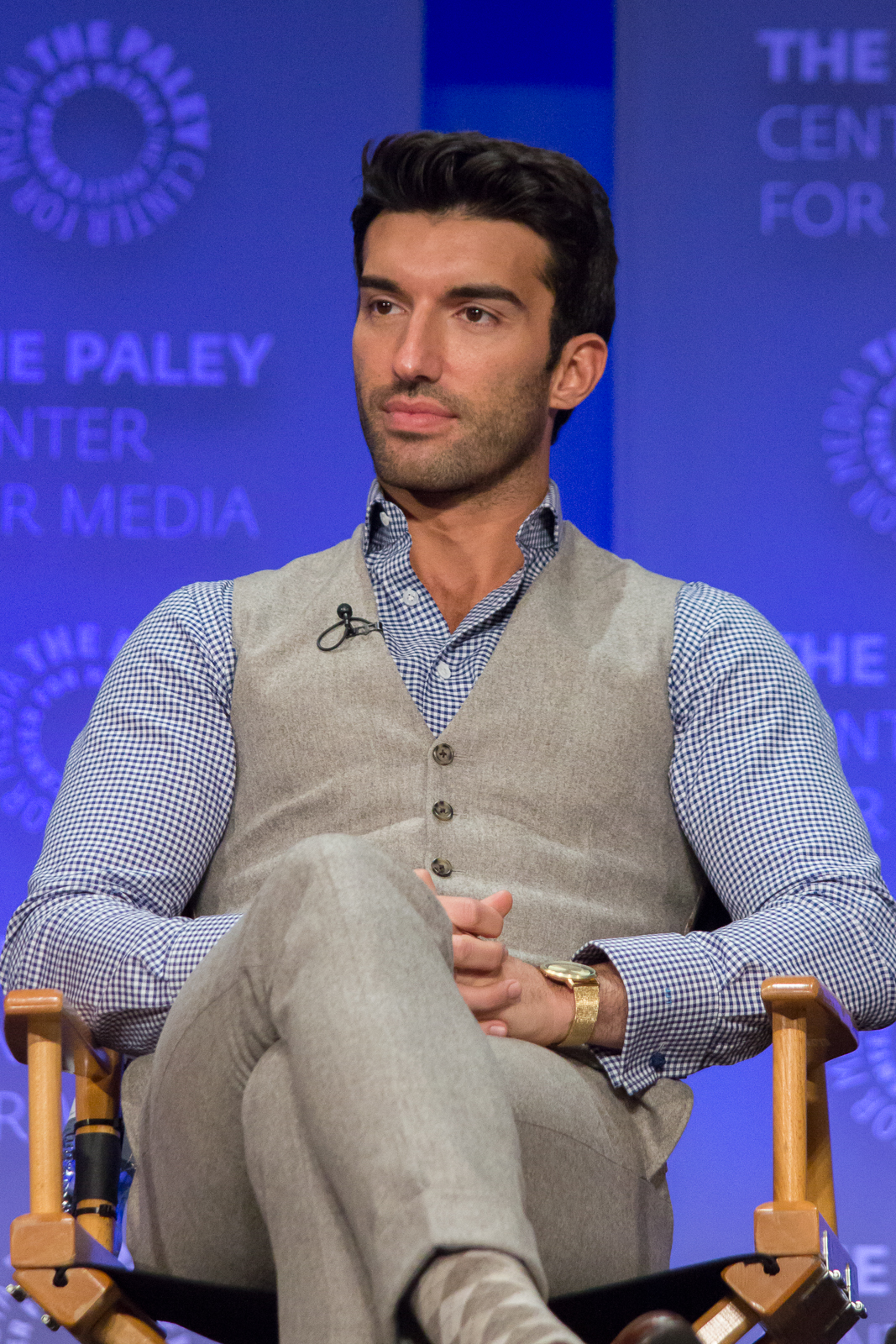
Justin Baldoni interpreta Reid
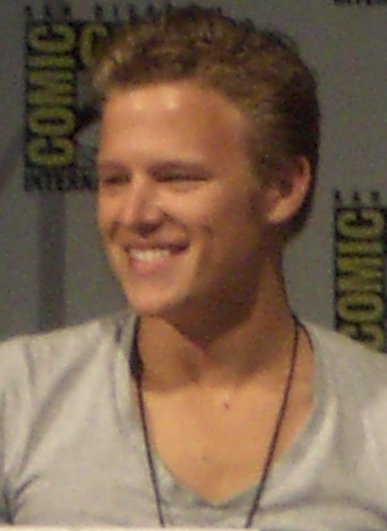
Christopher Egan interpreta Nick
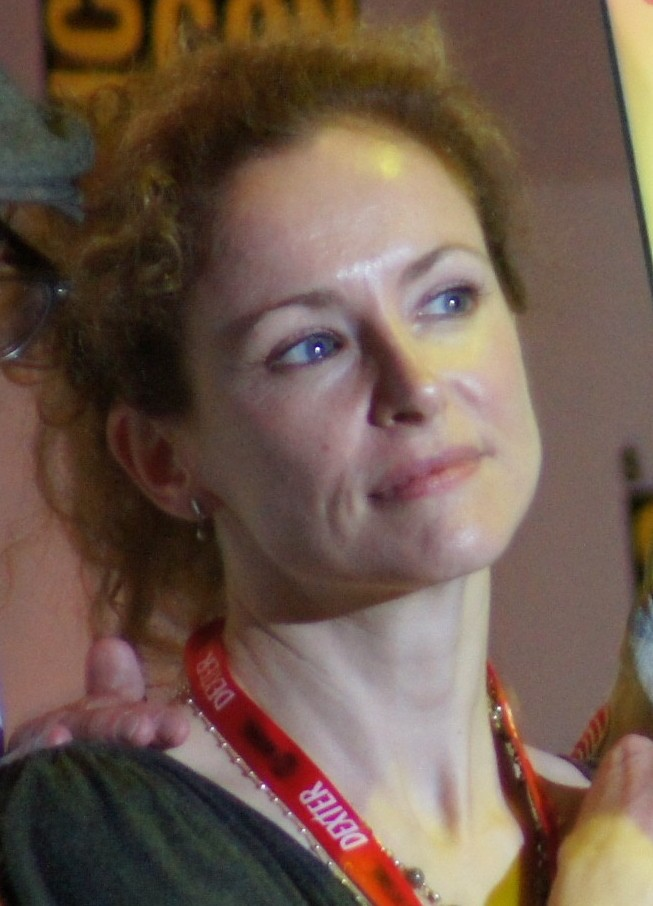
Leslie Hope interpreta Laurie Fields